# Cathédrale Saint-Louis de La Rochelle
Pour les articles homonymes, voir Saint-Louis et Cathédrale Saint-Louis.
La cathédrale Saint-Louis de La Rochelle est une cathédrale catholique romaine, située à La Rochelle en Charente-Maritime. Construite à partir de 1742 sur une initiative du cardinal de Fleury et de l'évêque, Augustin Roch de Menou de Charnizay, elle demeura inachevée faute de moyens financiers, mais fut tout de même ouverte au culte en 1784.
La cathédrale et le clocher font l'objet d'un classement au titre des monuments historiques depuis le 30 octobre 1906.

## Historique

### Église Saint-Barthélémy
Au milieu du XIIe siècle, la population rochelaise avait augmenté à tel point que l'église Notre-Dame-de-Cougnes ne suffisait plus à la population. Une seconde église fut bâtie par les moines de l'Île-d'Aix. En 1152, Elbe de Mauléon et Geoffroy de Rochefort, représentants des droits d'Isambert de Châtel-Aillon, firent don d'un terrain qu'on appelait le Champ de Guillaume de Syré, situé entre la porte du Petit-Comte (entrée ouest de la rue Aufrédy) et le vieux port du château (place de Verdun) pour y construire une église sous l'invocation de saint Barthelémy. Le grand architecte de l'abbaye, Pierre de Mougon, bâtit l'église Saint-Barthélemy.
Fort irrité de ne pas avoir été informé de cette démarche, l'évêque de Saintes Bernard fit interrompre les travaux. Le pape, Eugène III fut saisi de la question et donna tort à l'évêque par une lettre apostolique du 10 des calendes de mars 1152. L'église est érigée en paroisse par l'évêque de Saintes Ponce de Pons, en 1217 en même temps que l'église Saint-Sauveur sa cadette.
En 1429, Charles VII accepta le titre de fondateur du Chapitre.
Le 31 décembre 1542, François Ier assiste à la messe en compagnie des princes et des évêques, avant de faire le tour de la ville.
Le 6 février 1558, David, aumônier du roi et de la reine de Navarre en visite à la Rochelle, prêche dans la chaire de Saint-Barthélemy, le premier, les dogmes de la religion réformée.
L'église fut probablement reconstruite dans le 2e quart du XVe siècle.
Dans les premiers temps de la Réforme, aux périodes de plus grandes tolérances, les ministres des deux cultes s'entendirent pour célébrer leurs offices dans les églises de la ville. Mais cette bonne entente ne dure pas, et le 9 janvier 1568, le maire François Pontard lève l'étendard de la révolte contre les papistes, emprisonne les prêtres et les opposants. Il laissa la populace se ruer dans les églises qui sont mises à sac, brûlées et dépossédées, au profit de la cause, de leurs biens les plus précieux. Le 10 février 1568, les habitants craignant de subir un siège, mettent la ville en état de défense. Manquant de matériau pour les fortifications, on fit démolir toutes les églises. Le clocher est conservé à des fins militaires, pour servir de tour d'observation, voir de plateforme pour canon.
La publication de l'édit de Nantes permet aux catholiques de retrouver, le 6 août 1599, la possession de la chapelle Sainte-Marguerite et des ruines de l'ancienne église Saint-Barthélemy. Les conflits avec la commune et les protestants empêchèrent l'édification d'une nouvelle église. Il ne restait en 1599 que le clocher et un pan de mur au chevet de l'édifice. Quelques paroissiens zélés ayant entrepris de la faire rebâtir vers le début du siècle, Louis Berne, maire en 1603, fait détruire pendant la nuit l'ouvrage qui avait été accompli durant le jour. L'entreprise fut donc rapidement abandonnée.
Avec la victoire de 1628, Louis XIII déposséda les protestants du Grand Temple. Le roi émit le vœu de faire de la ville vaincue un siège épiscopal dont le Grand-Temple devait devenir la cathédrale. Dans cette attente, le roi confia aux paroissiens de Saint-Barthélemy la garde du Grand-Temple qui devint Saint-Barthélemy du Grand-Temple. Le vœu du roi se réalisa en 1648, lorsque le pape transféra le siège épiscopal de Maillezais à La Rochelle. Lors de l'année 1666, le chapitre de l'ancienne abbaye de Maillezais, sur ordre du pape, se résolut à s'installer dans la ville et au Grand-Temple, devenu cathédrale en 1648. Des conflits opposèrent les religieux paroissiens et le chapitre de la cathédrale. En 1667, les paroissiens durent abandonner le lieu au profit des nouveaux arrivants.
En août 1668, on entreprend la construction d'une nouvelle église à l'emplacement de l'ancienne église détruite durant les guerres de Religion, qui est terminée 10 ans plus tard. Le 20 juin 1678, on célèbre la première messe dans l'église rebâtie. Contrairement à l'église primitive, le chevet était placé vers le nord et son entrée principale dans la rue Auffrédy. Elle avait environ vingt toises de longueur et douze toises de largeur. La charpente était supportée par huit piliers, formant deux allées latérale. À droite du grand autel, on trouvait une chapelle consacrée à sainte Anne, l'ancienne patronne de La Rochelle, et à gauche, une seconde chapelle dédiée à la Vierge.
En 1687, l'édifice dut abriter le chapitre de la cathédrale à la suite de l'incendie de la cathédrale Saint-Barthélemy-du-Grand-Temple. Cette cohabitation était une grande source de conflit qui ne prit fin qu'à la démolition de l'édifice sous la Révolution. Le 10 juin 1702, l'évêque Frezeau de Frezilière tenta un coup de force en déplaçant le tabernacle du grand autel à la chapelle Notre-Dame, et disant avoir ordre du roi de prendre l'église de Saint-Barthélemy pour cathédrale consacrée désormais à Saint-Louis.

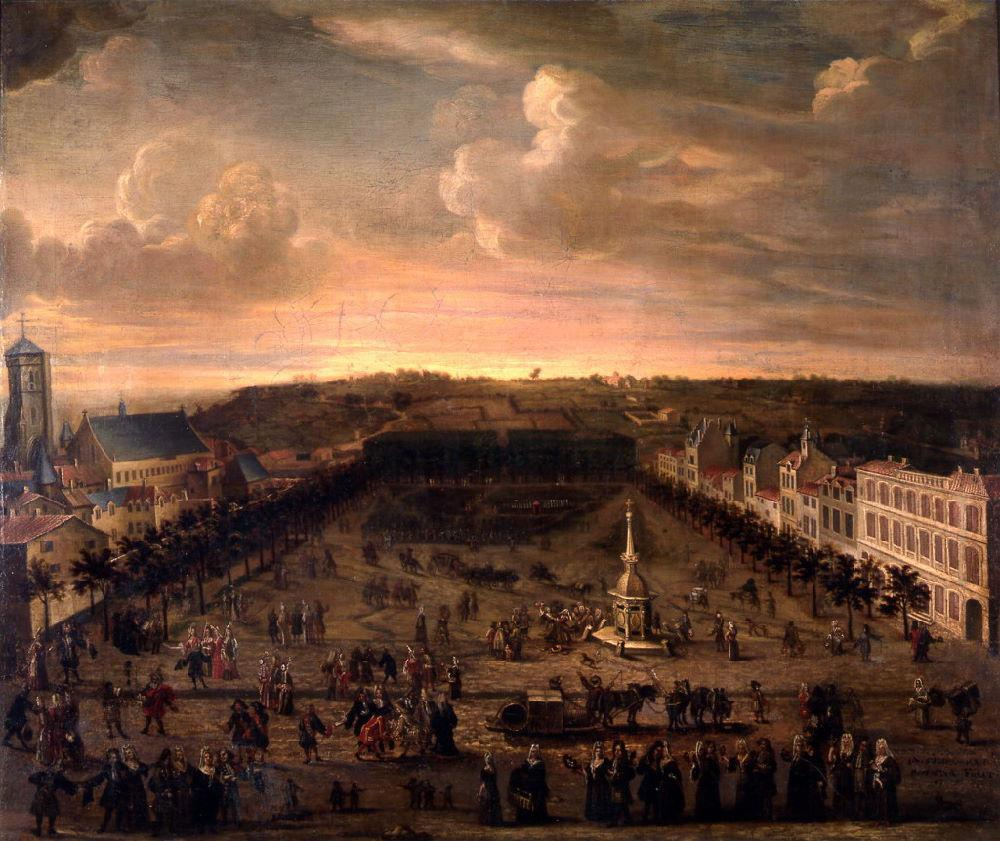
Représentation de la place du château à la Rochelle (1714), ancienne place d'armes, actuellement place de Verdun. À gauche du tableau, la future cathédrale Saint-Louis, qui sera construite à partir de 1742, n'existe pas encore. Seul le clocher de l'ancienne église Saint-Barthélemy est reconnaissable.

Les marguilliers et les paroissiens, aux frais desquels elle avait été relevée de ses ruines, protestèrent énergiquement contre cette usurpation. Au mois d'août suivant il fut décidé que l'église Saint-Barthélemy resterait paroissiale ; que les chanoines continueraient à y faire office et que si l'évêque mourait avant la construction d'une nouvelle cathédrale, il pourrait être enterré dans le chœur de l'église. Au mois de novembre suivant, il y fut inhumé.
Le 23 avril 1756, on baptise Billaud-Varenne.
François de Beauharnais est baptisé à l'église le 13 août 1756, au lendemain de sa naissance.
La chapitre de la cathédrale quitte l'église pour s'installer dans la nouvelle cathédrale en 1784. En 1793, la ville fit de Saint-Barthélemy un marché aux grains et farines. Elle faillit devenir salle de spectacle, mais finalement, en 1797, elle est vendue et démolie.
Les responsables municipaux estimèrent que deux lieux de cultes juxtaposés étaient un luxe inutile. Comme l'église paroissiale empiétait sur la rue Chaudrier et nécessitait des réparations, il fut décidé de la démolir et de considérer la cathédrale également comme église paroissiale. De cet édifice ne subsiste qu'un pan de mur qui reliait au sud l'église au clocher médiéval.
L'emplacement fut occupé par des maisons et par des bains publics. Le terrain fut récupéré, en 1855, pour l'achèvement du chevet de la cathédrale actuelle, que la présence de l'église Saint-Barthélemy, contre laquelle elle venait buter, n'avait pas permis d'achever avant la Révolution.

#### L'élection du maire de La Rochelle

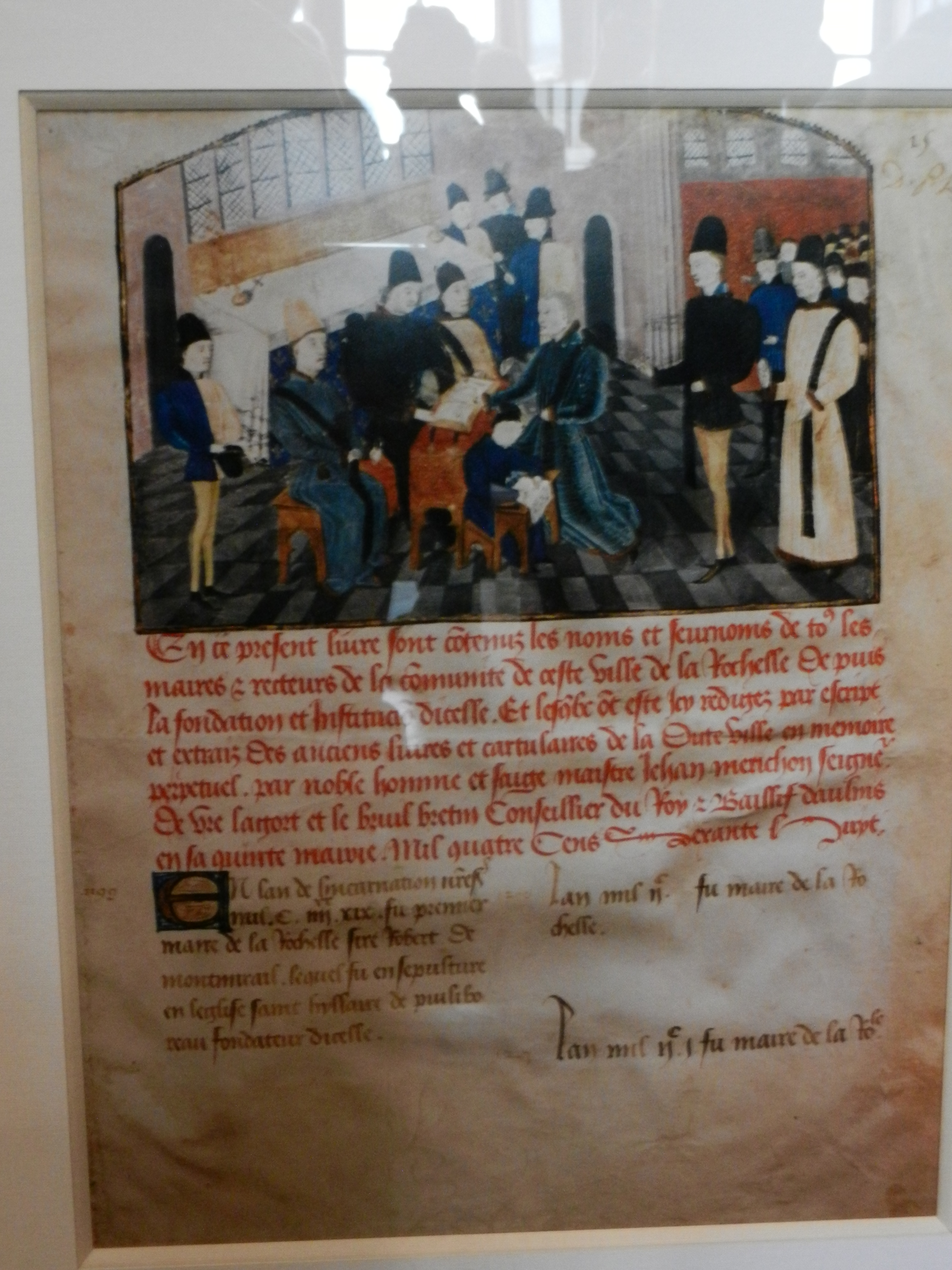
Le maire prête serment après son élection dans l'église Saint-Barthélemy. Miniature, XVe siècle.

Chaque année, le dimanche de la Quasimodo, l'église Saint-Barthélemy était le théâtre de l'élection des trois notables de la ville parmi lesquels le sénéchal de la province choisissait, au nom du Roi, celui qui, pendant un an, devait être maire de La Rochelle. Cette élection se déroula jusqu'à la destruction de l'église en 1568.
L'élection fut transférée définitivement à l'échevinage de La Rochelle vers la fin du XVe siècle et jusqu'à la suppression de la mairie par Louis XIII en 1628, à la suite de la prise de la ville.

### La cathédrale Saint-Barthélémy-du-Grand-Temple
À la suite du siège de La Rochelle (en 1627–1628), Louis XIII décida de faire de La Rochelle un évêché. Ce n'est qu'en 1648 que le pape Innocent X promulguait la bulle In supereminenti militantis ecclesiae solio portant la suppression de l'ancien évêché de Maillezais et sa translation en la ville de La Rochelle. Ce transfert souleva une vive opposition de la part de l'ancien et riche chapitre de l'abbaye de Maillezais qui le refusa et resta à Maillezais. Le transfert fut ordonné par une sentence de fulmination, le 16 novembre 1666 et, obligea les chanoines réguliers à quitter l'habit monacal et à se rendre à la Rochelle.

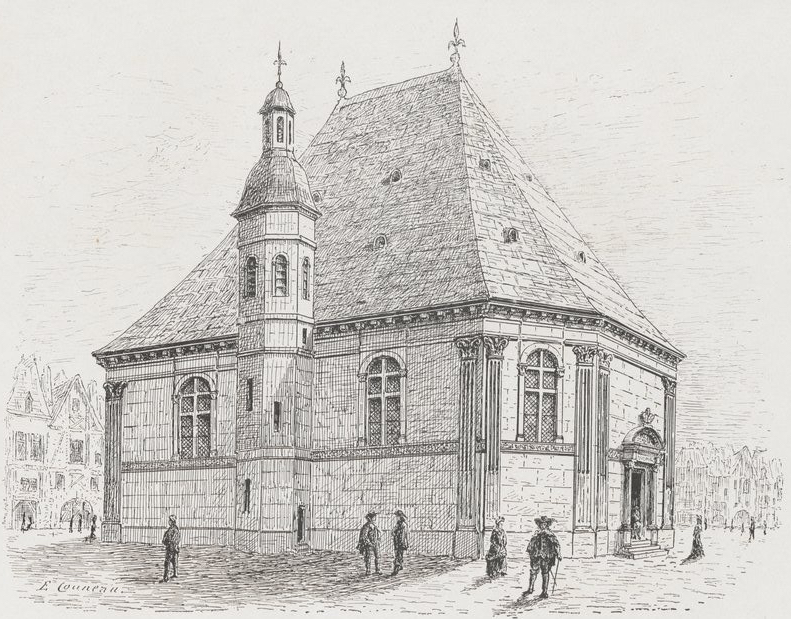
Représentation du Grand Temple, issue du livre La Rochelle Disparue d'Émile Couneau.

La première cathédrale fut l'église Saint-Barthélémy-du-Grand-Temple. Cet édifice est l'ancien Grand Temple de l'église réformée construit sur la place du Château, actuelle place de Verdun, entre 1600 et 1603.
Les plans de la construction furent attribués à Philibert Delorme, l'architecte des Tuileries.
Au mois de septembre 1603, le Temple était achevé. Le dimanche 7 septembre, le premier prêche fut prononcé par le pasteur Dumont au milieu de 3500 personnes. Les Rochelais furent défaits lors du siège de La Rochelle (1627-1628) et bien qu'ils gardent la liberté du culte, ils se virent confisquer le Grand Temple au profit du culte catholique. Entre 1629 et 1648, il servit pour l'exercice du culte de la paroisse Saint-Barthélemy.
Le Grand Temple de La Rochelle formait un octogone allongé ayant près de 20 toises de long et 15 de large, avec une toiture plus grande que le corps de l'édifice et recouverte de plomb. Au milieu du côté sud et plaqué contre la muraille, s'élevait un clocher, de forme octogonale, se terminant en dôme et surmonté d'un petit campanile à jour, où devait se trouver une cloche. On admirait surtout l'immense charpente qui « n'estoit supportée d'aucuns piliers, mais soutenue par deux clefs de bois d'une riche invention et artifice ; elle était recouverte par un immense tillis qui s'élevait en forme de dôme, à dix toises de hauteur. Enfin ce monument tant par sa grandeur et architecture que par son admirable charpente était estimé comme l'un des plus beaux chefs-d'œuvre qui se puissent voir et que la réforme ait produit en France ».
Le 9 février 1687, un grand feu de joie est allumé sur la place pour célébrer la guérison de Louis XIV. Le vent aidant, le feu prend dans la charpente de l'édifice avec une telle intensité qu'en peu de temps ce beau monument est entièrement consumé.
Le chapitre trouve refuge dans la nouvelle église paroissiale Saint-Barthélemy reconstruite au frais de la paroisse entre 1668 et 1678.

### La cathédrale Saint-Louis

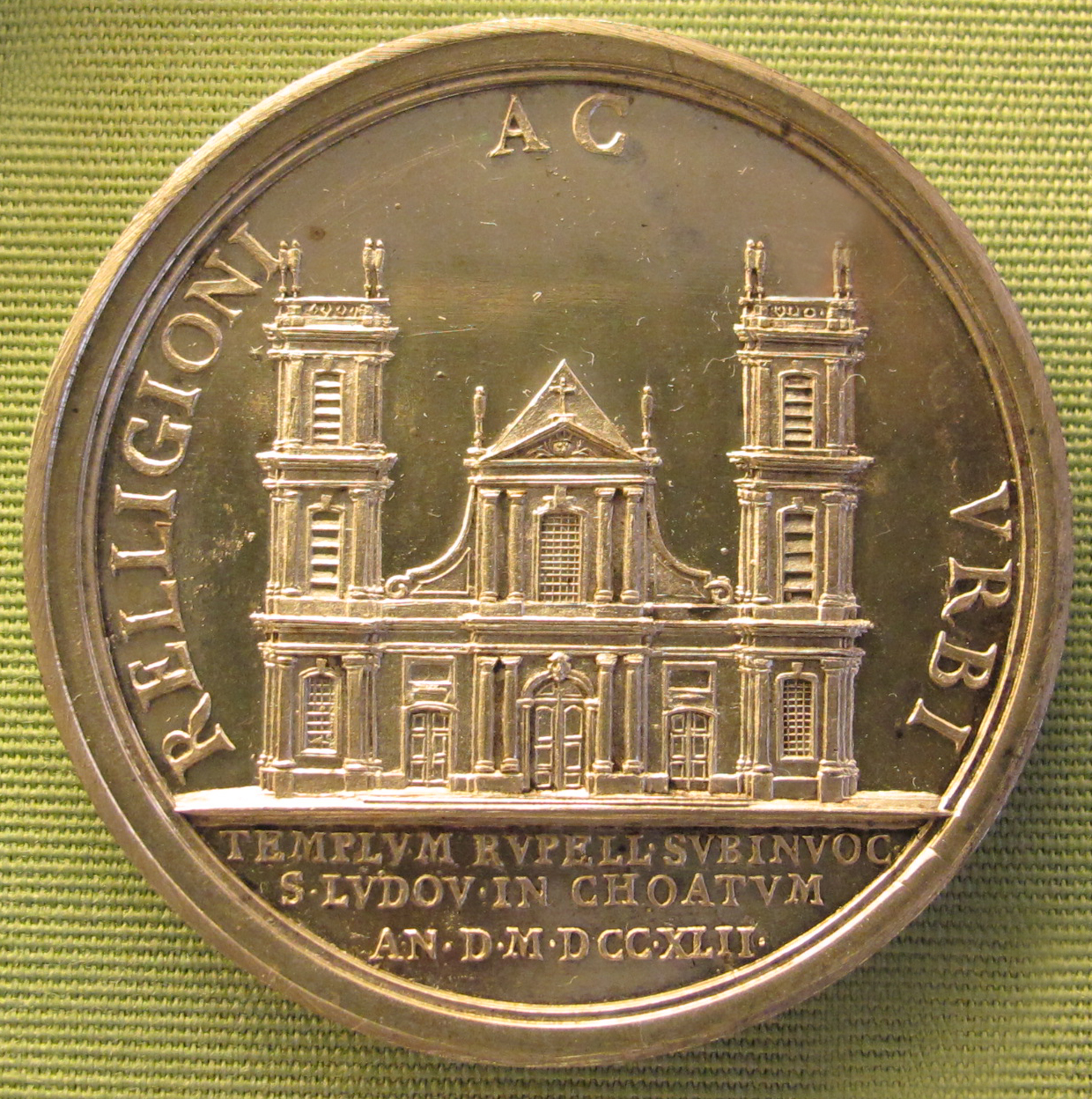
Médaille sur la fondation de Saint-Louis de La Rochelle (1742), montrant la façade telle qu'elle aurait dû être.

Après la destruction du grand temple et l'impossibilité de transformer l'église Saint-Barthélemy en cathédrale, des projets furent étudiés pour ériger un nouvel édifice, mais des considérations budgétaires et la priorité donnée à la fin du XVII à l'émergence d'une nouvelle enceinte pour la ville ne permirent pas le lancement du chantier.
Trente années s'écoulent avant qu'un nouvel évêque, Roch de Menou, ne relance le projet. Les fonds mis en réserve depuis dix ans ne permirent de financer que l'acquisition de l'emprise du futur édifice. Après une intense sollicitation et avec le soutien du cardinal de Fleury, le pouvoir royal consentit l'attribution d'une somme de 100 000 livres, en 1740. De plus, la Cour demanda que le premier architecte du Roi soit saisi du projet. Un avant-projet est soumis à la Cour l'année suivante par Jacques Gabriel, premier architecte du roi. Le 2 juillet 1741, Jacques Gabriel informe l'intendant de la généralité de La Rochelle, monsieur de Barentin, que les plans définitifs ont été validés par le cardinal Fleury et monsieur de Muy.
Cependant, au vu de l'importance donnée au nouvel édifice, l'emplacement libéré dix ans plus tôt ne suffisait plus et il faut prévoir la destruction de l'église Saint-Barthélemy. Cependant, l'architecte conscient du problème proposa dans un premier temps l'édification du projet jusqu'au chevet, reportant à plus tard le devenir de l'église. L'arrêt du Conseil d'état du 23 septembre 1741, entérine le projet dans sa globalité et confirme le don de 100 000 livres. L'arrêt énonce également : « Veut Sa Majesté que lorsque la dite église sera exécutée jusqu'à la paroisse de Saint-Barthélemy, le service de la dite paroisse soit transféré dans le lieu désigné de la cathédrale… pour pouvoir exécuter le reste du plan général de la dite cathédrale… (et Cela) nonobstant oppositions et autres empêchements quelconques. »
Le 18 juin 1742, la première pierre de la nouvelle cathédrale est bénie. L'architecte a eu le temps de signer les derniers plans d'exécution avant sa mort au mois d'avril de la même année. Son fils Jacques-Ange Gabriel a repris la charge de son père et confirme son soutien au projet : « Je suis trop jaloux des ouvrages qui sont sortis de la main de mon père pour n'être pas flatté de les suivre. Ainsi, j'ai l'honneur de vous assurer, et le chapitre, que je ne négligerai aucune occasion où mes services pourront être utiles. » Les travaux commencèrent avec un rythme soutenu avant de s'interrompre faute d'argent en 1750. Les murs de la cathédrale s'élevaient alors jusqu'à la corniche, depuis la façade jusqu'à la première travée du chœur.
Le nouvel évêque Crussol d'Uzès chercha dans un premier temps à finir au plus vite le projet quitte à modifier les plans initiaux de Gabriel. Le chapitre réussit à convaincre l'évêque de limiter les travaux tout en se conformant aux plans initiaux. Il fut décidé de continuer le transept, les parties attenant à la coupole du côté du chœur et de la nef et de réaliser sur cette partie la coupole, les voûtes de pierre et la couverture. Les travaux reprirent en septembre 1773. Une fois relancés, les travaux s'étendirent à la réalisation, en 1775, d'une deuxième travée du chœur provoquant la clôture et la jonction avec l'église paroissiale de Saint-Barthélemy. La couverture put être placée en 1777. Cependant, les fonds prévus aux travaux lors de la relance des travaux se retrouvent épuisés et on demande une nouvelle fois l'aide du roi, qui en 1779 alloue 200 000 livres sous forme de rente annuelle. Bien que le chapitre ne touche finalement que la moitié de la somme promise, elles permettent d'aménager l'édifice. Outre la mise en place des portes et des vitres, on aménage la cathédrale pour l'exercice du culte.
Le 27 juin 1784, en présence du clergé et de toutes les personnalités civiles et militaires de la ville, l'évêque de Crussol d'Uzès consacre l'édifice. À l'aube de la Révolution française, l'édifice est réalisé jusqu'à la deuxième travée de l'actuel chœur, au-delà duquel un mur sépare la nouvelle cathédrale de l'église Saint-Barthélemy. On mura l'entrée principale, pour y adosser un autel provisoire, l'entrée se faisant par le transept côté rue Chaudrier.
Pendant la Révolution, l'édifice sert au culte de La Raison, célébré chaque décadi. En 1801, un arrêté du premier consul, sur demande du département, autorise la commune à faire usage de la cathédrale, deux fois l'an, pour la tenue des foires. Cependant le 3 octobre 1802, l'édifice est rendu au culte et c'est le curé de la paroisse Saint-Barthélemy qui reprend possession de l'ouvrage, au nom de l'évêque. Car, contrairement à la cathédrale, son église fut détruite durant la Révolution française. Cette disparition aurait pu permettre l'achèvement de la cathédrale, mais la remise en état et le remeublement de l'édifice étaient la priorité. Outre la réparation de l'édifice tel que réfection de la couverture, des vitraux, on aménagea le chœur tronqué de l'édifice et les bras du transept. On referma l'entrée, rue Chaudrier et on entreprit la réalisation d'une tribune pour accueillir un orgue en 1835.
Clément Villecourt est nommé évêque en 1836. Il sait convaincre les autorités du bien-fondé d'achever l'édifice. Si bien, que l'État se porte acquéreur des maisons et établissement qui avaient pris la place de l'ancienne paroisse. Il acquiert les bains Borin en 1839.
La construction de la cathédrale est reprise à partir du 12 février 1849, et l'édifice est achevé en septembre 1857 à l'exception des deux tours et des décorations sculptées extérieures.
La cathédrale, ayant pris le clocher et la place du dernier édifice de la paroisse Saint-Barthélemy, est placée sous le vocable de saint Louis, et de saint Barthélemy. Par un hasard du calendrier, leurs fêtes respectives sont le 24 août pour saint Barthélemy et le 25 août pour saint Louis.
Elle est classée monument historique le 30 octobre 1906.

## Le clocher Saint-Barthélémy

### Historique

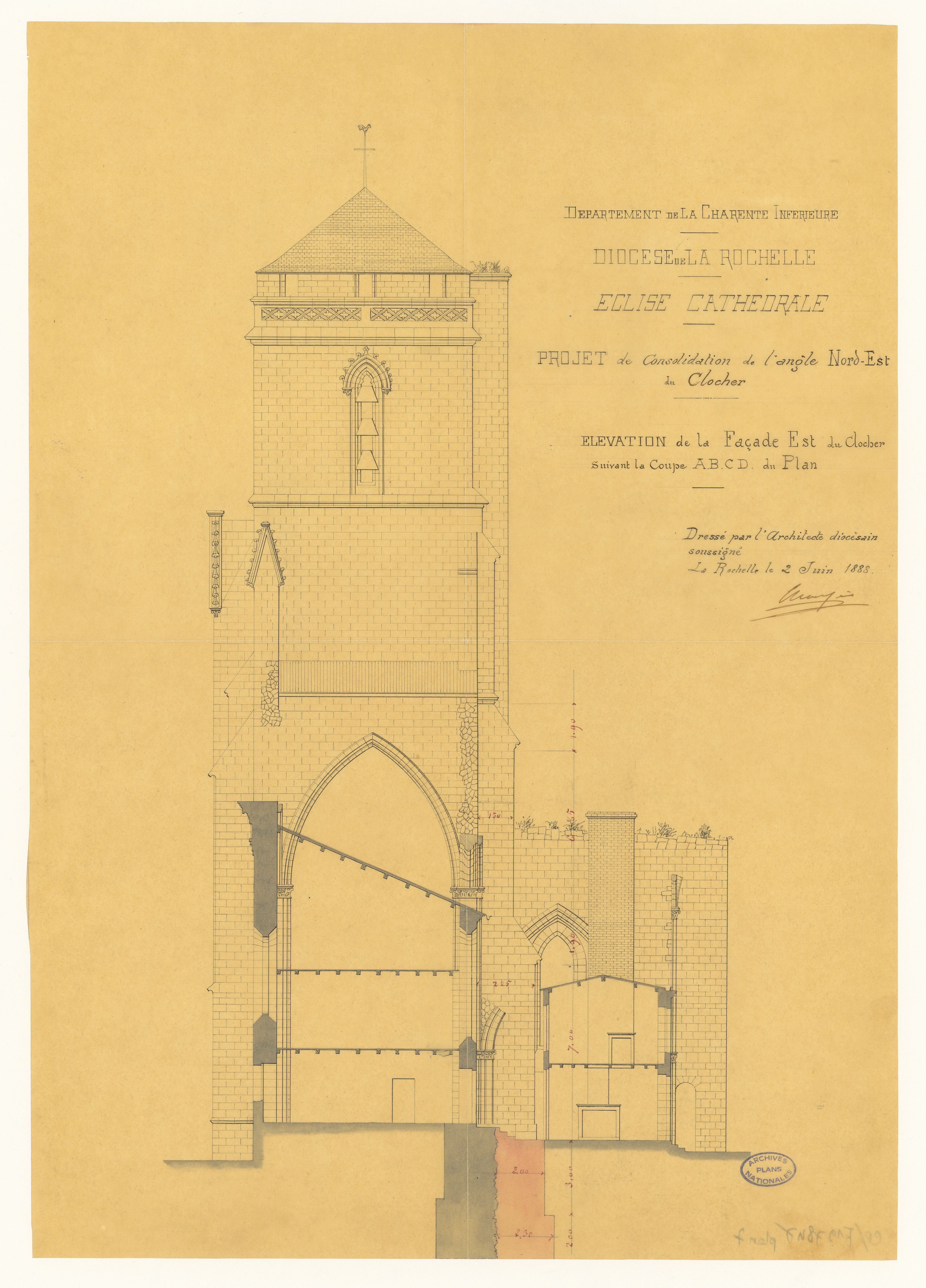
Élévation de la façade du clocher de la cathédrale de La Rochelle (1888).

Alors plus haut point de la ville, il fut utilisé comme tour à canons contre les armées de Louis XIII pendant le siège de 1627. Le 14 octobre 1628, pendant le siège de 1628, un boulet tiré depuis le clocher vint frapper une conférence qui se tenait entre Richelieu et Lord Lindsay. Ils se retrouvèrent couverts de poussière.
Le 8 octobre 1651, le gouverneur de La Rochelle, le comte du Daugnon, ayant rejoint le parti de Condé pendant la Fronde, fit supprimer les voûtes supérieures, les marches de l'escalier et plancher du clocher pour empêcher que des batteries placées à son sommet puissent menacer les tours du port où il s'était retranché.
L'horloge du clocher a été refaite aux frais de la commune, pour un coût de 1 600 livres. Elle est entrée en fonctionnement le 10 août 1702.
Le rez-de-chaussée du clocher a été aménagé à la fin du siècle dernier. La salle accueille des expositions temporaires. Dans le même temps, l'ensemble du clocher a été remis en état pour une ouverture au public pendant la période estivale. De nos jours, le clocher est fermé au public.
Comme pour la cathédrale, le clocher font l'objet d'un classement au titre des monuments historiques depuis le 30 octobre 1906.
Un programme de travaux de 2,1 millions d'euros, financé par le plan de Relance de 2021, a été lancé pour la tour Saint-Barthélemy et s'étendra sur une durée de vingt mois.

### Descriptif
Le clocher Saint-Barthélemy est de style gothique et accolé au chevet de la cathédrale. Lors de la reconstruction de l'église Saint Barthélemy aux XIVe – XVe siècles, le clocher est édifié sur l'angle sud-ouest de l'édifice. Cette construction est attribuée à la générosité du roi Charles VII, nommé fondateur du chapitre de l'église en 1429. On accède au sommet par des escaliers de bois, les vis de pierre ainsi que la haute voûte ayant été démolis en 1651.
La décoration de l'édifice est constituée de statues, gargouilles et moulures à motifs floraux. Les hautes niches abritent encore une statue d'Ève, de saint Jacques et de saint Yves sur les contreforts. Plusieurs anges forment les consoles. Comme pour le clocher de l'église Saint-Sauveur, il conserve ses balustrades gothique de pierre.

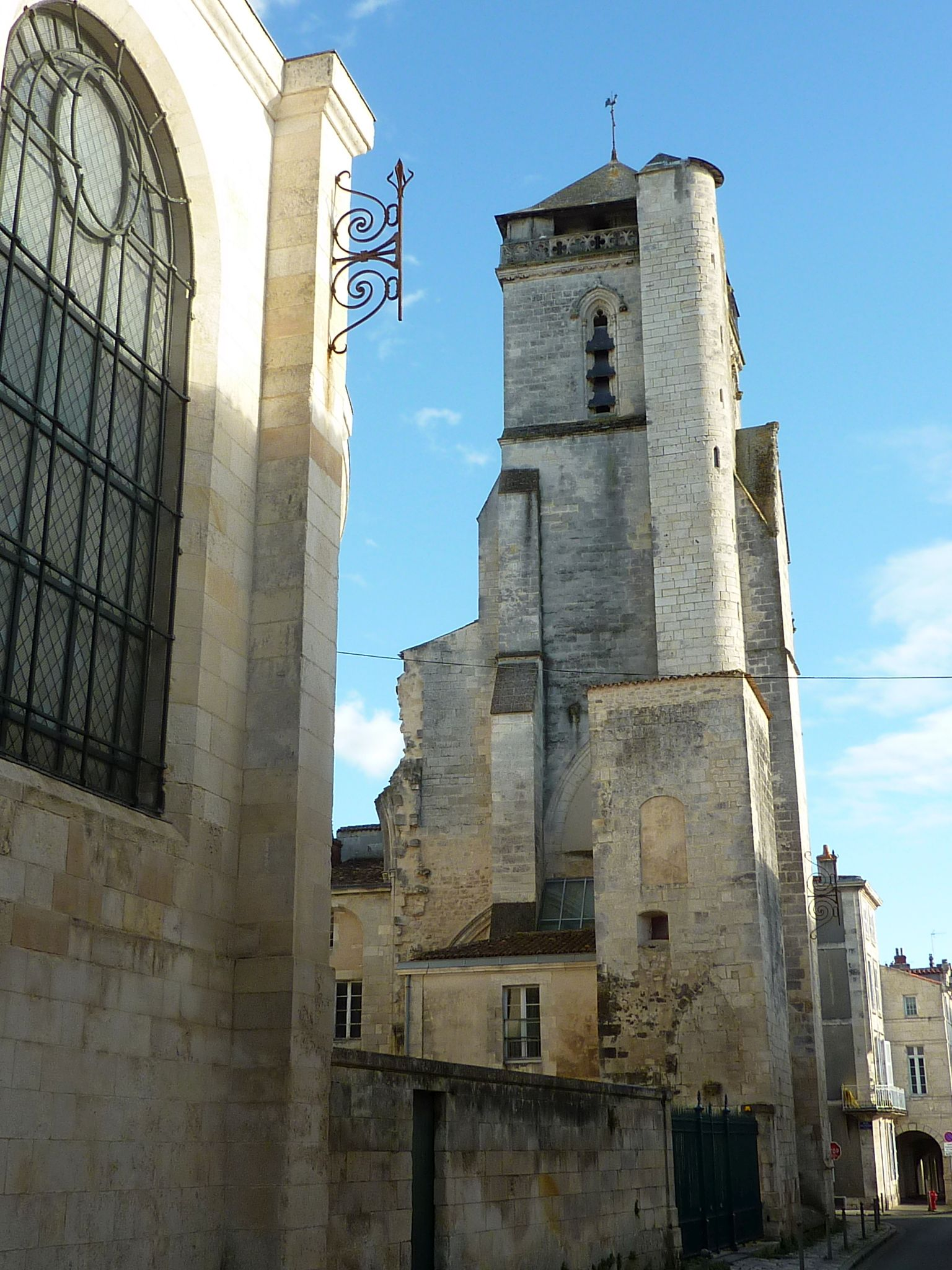
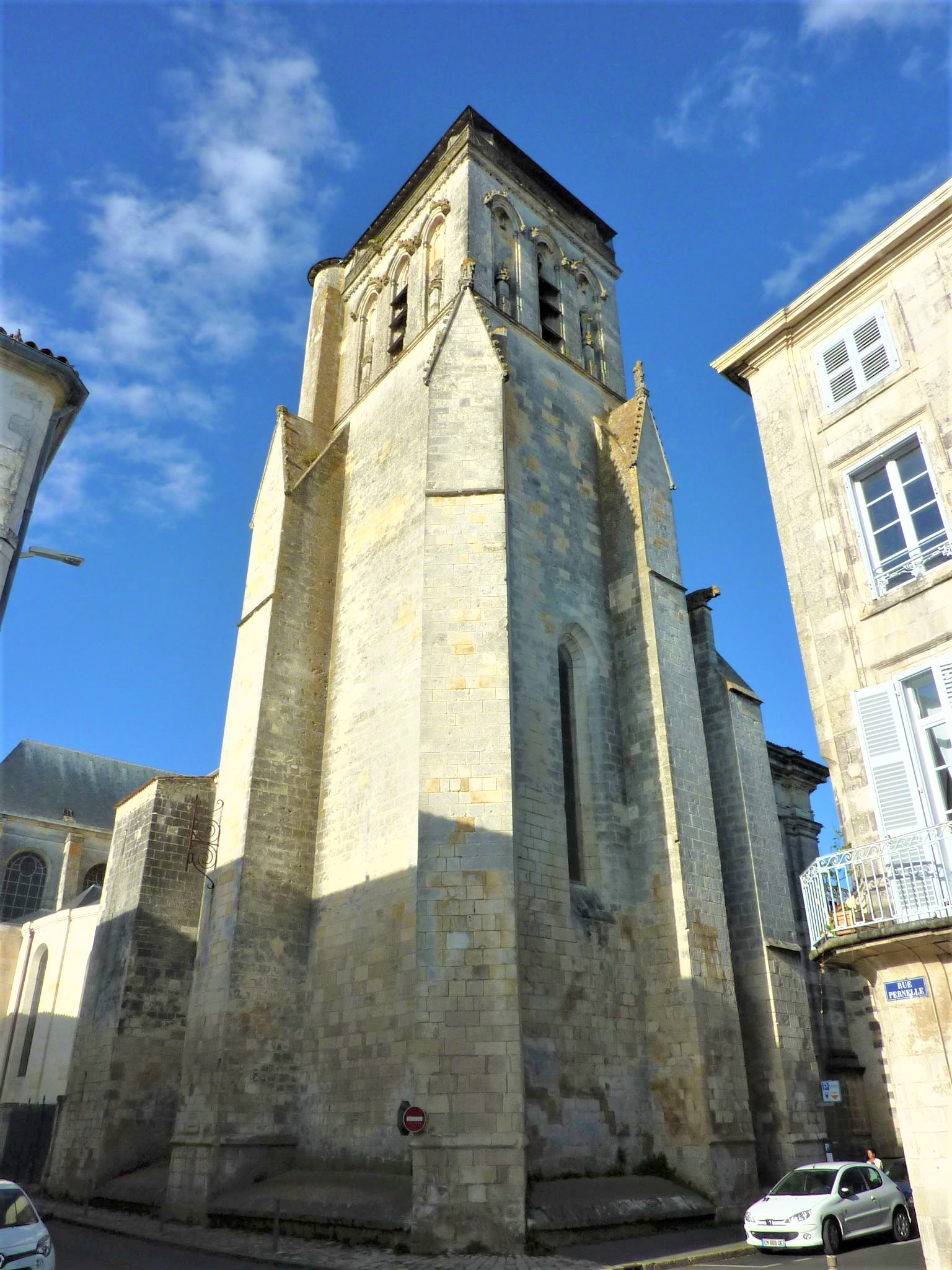
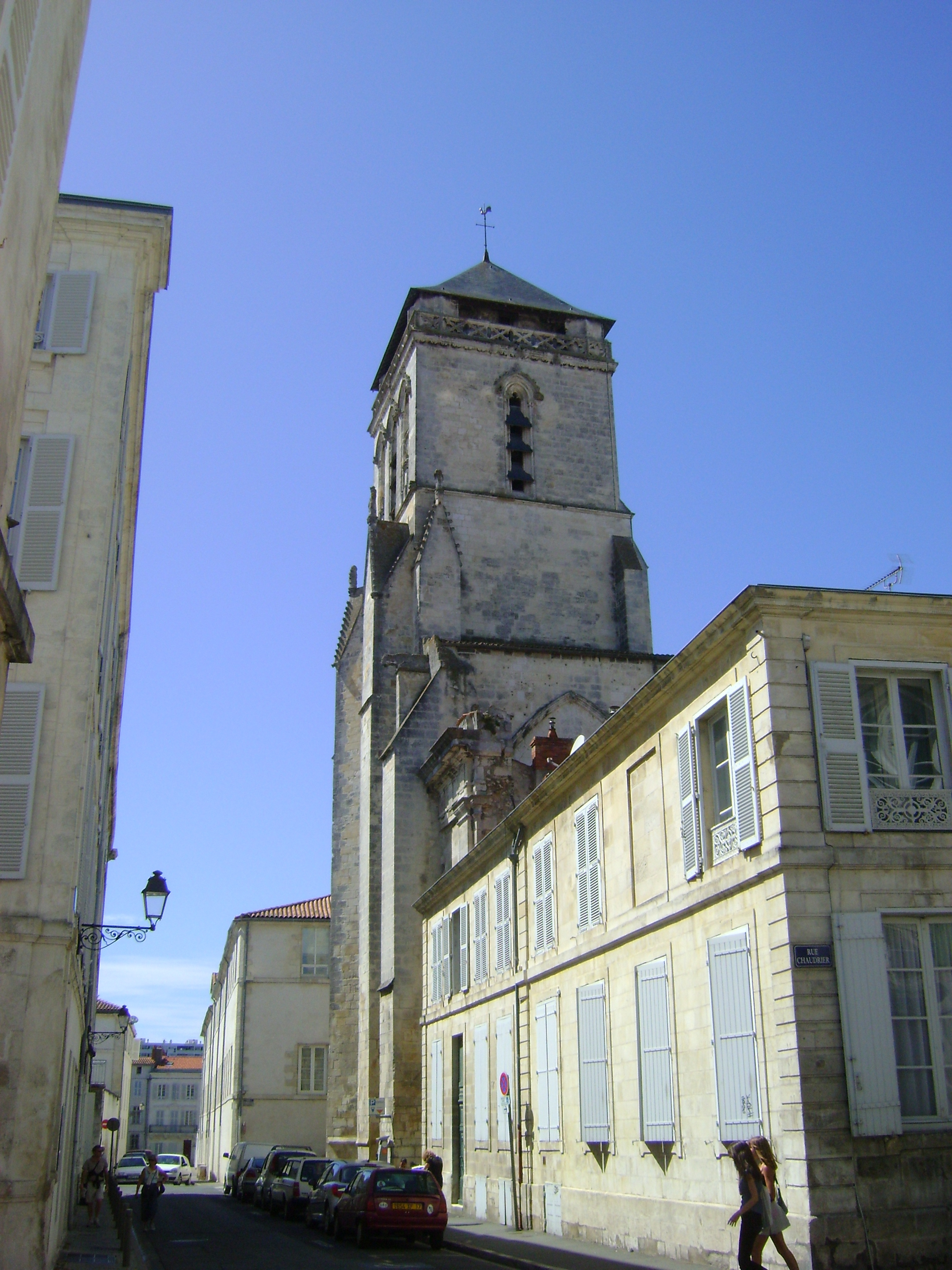

### Cloches
Le clocher renferme les trois cloches de la cathédrale :
- Cloche 1 : "Marie-Ursule" - do # 3 (environ 1 490 kg) fondue en 1818 par Ampoulange, fondeur à Bordeaux[11] ;
- Cloche 2 : "Louise " - ré 3 (environ 1 170 kg) fondue en 1818 par Ampoulange, fondeur à Bordeaux[12] ;
- Cloche 3 : "Louise-Aimée-Marie" - mi 3 (environ 968 kg) fondue en 1887 par Georges Bollée, fondeur à Orléans[13].

Bien que Marie-Ursule soit le bourdon de la cathédrale de La Rochelle, préfecture du département de la Charente-Maritime, ce n'est pas la cloche la plus lourde du département. La cloche la plus lourde de Charente-Maritime est le bourdon de la basilique Saint-Eutrope de Saintes.
Marie-Ursule n'est pas non plus la cloche qui donne la note la plus grave du département de la Charente-Maritime. Trois cloches dans le département donnent une note plus grave (un do 3) : le bourdon de l'église Saint-Sauveur de La Rochelle, la cloche de la grosse horloge de La Rochelle, le bourdon de la cathédrale de Saintes.

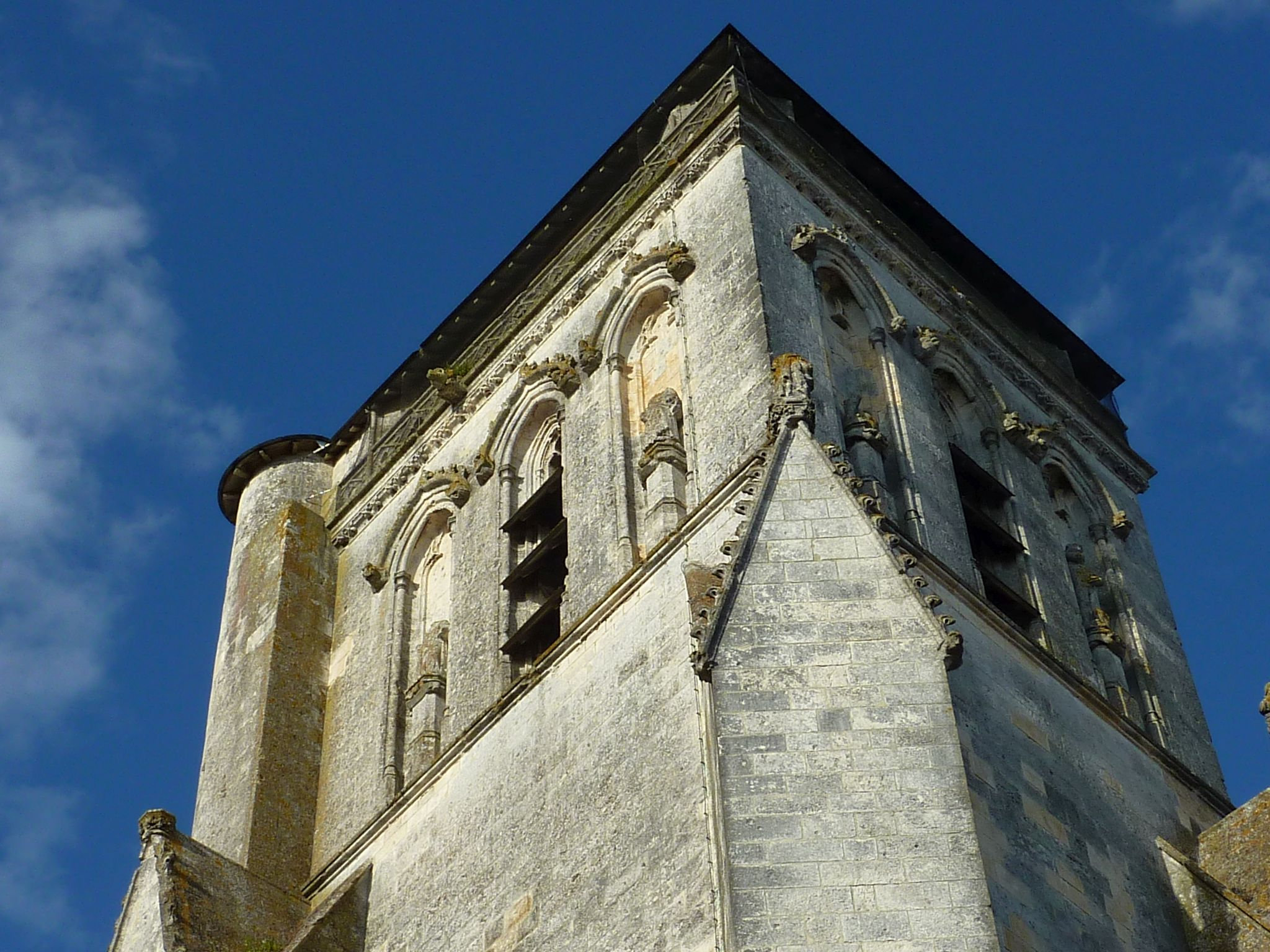
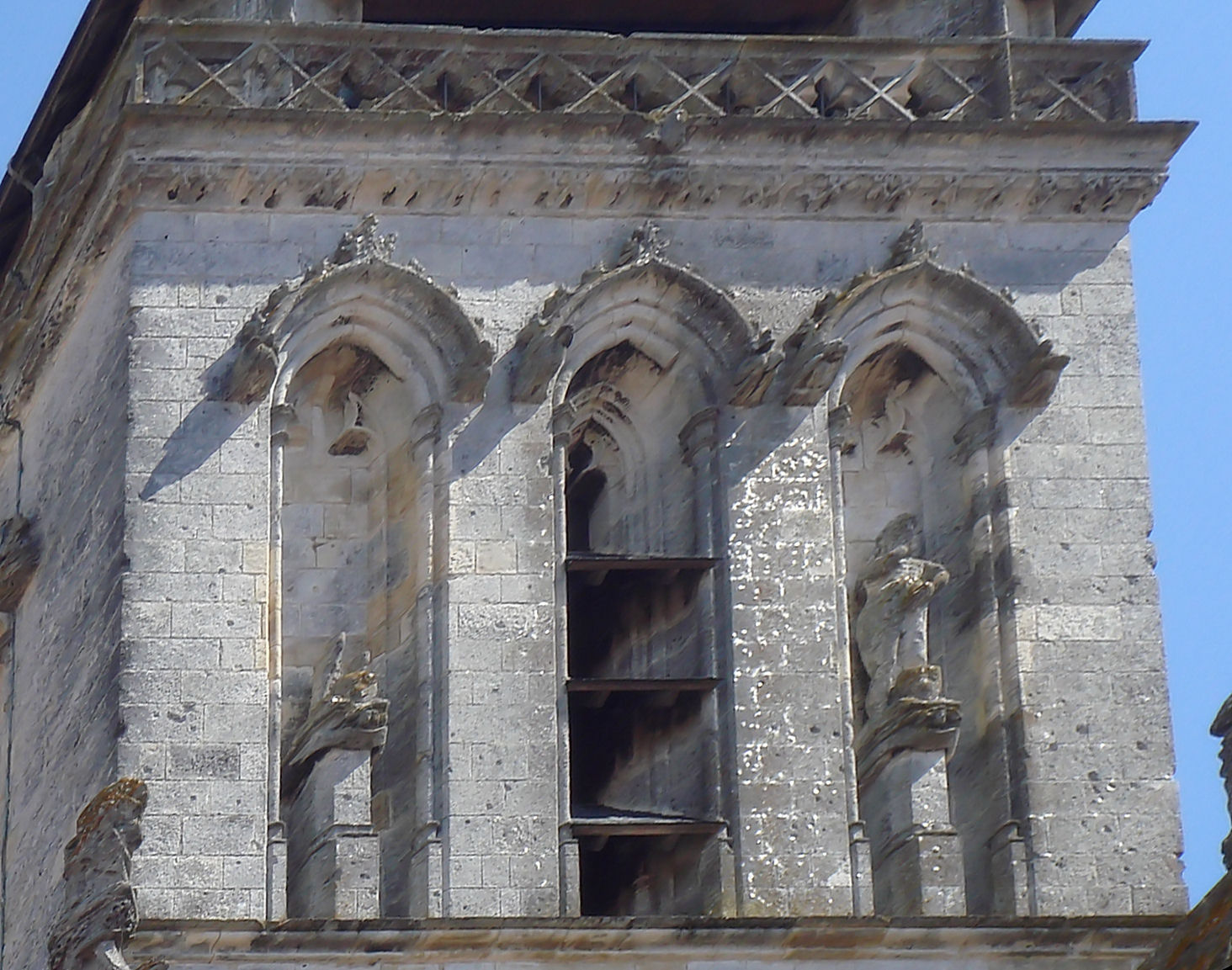

## Architecture
Le plan d'origine est l'œuvre de Jacques V Gabriel, mais ce dernier mourut avant la pose de la première pierre en 1742. C'est son fils, l'architecte Jacques Ange Gabriel qui suivit de loin les travaux. L'église n'est achevée que sous le Second Empire, les deux clochers initialement prévus n'ont jamais été construits. L'ouvrage adopte le plan traditionnel en croix latine de tradition gothique avec nef centrale, collatéraux flanqués de chapelles, transept saillant, chœur entouré d'un déambulatoire interrompu par la chapelle axiale dédiée à la Vierge. La cathédrale présente une façade très dépouillée, ornée de deux ordres de colonnes toscanes et doriques, surmontée d'un fronton triangulaire flanqué d'ailerons.

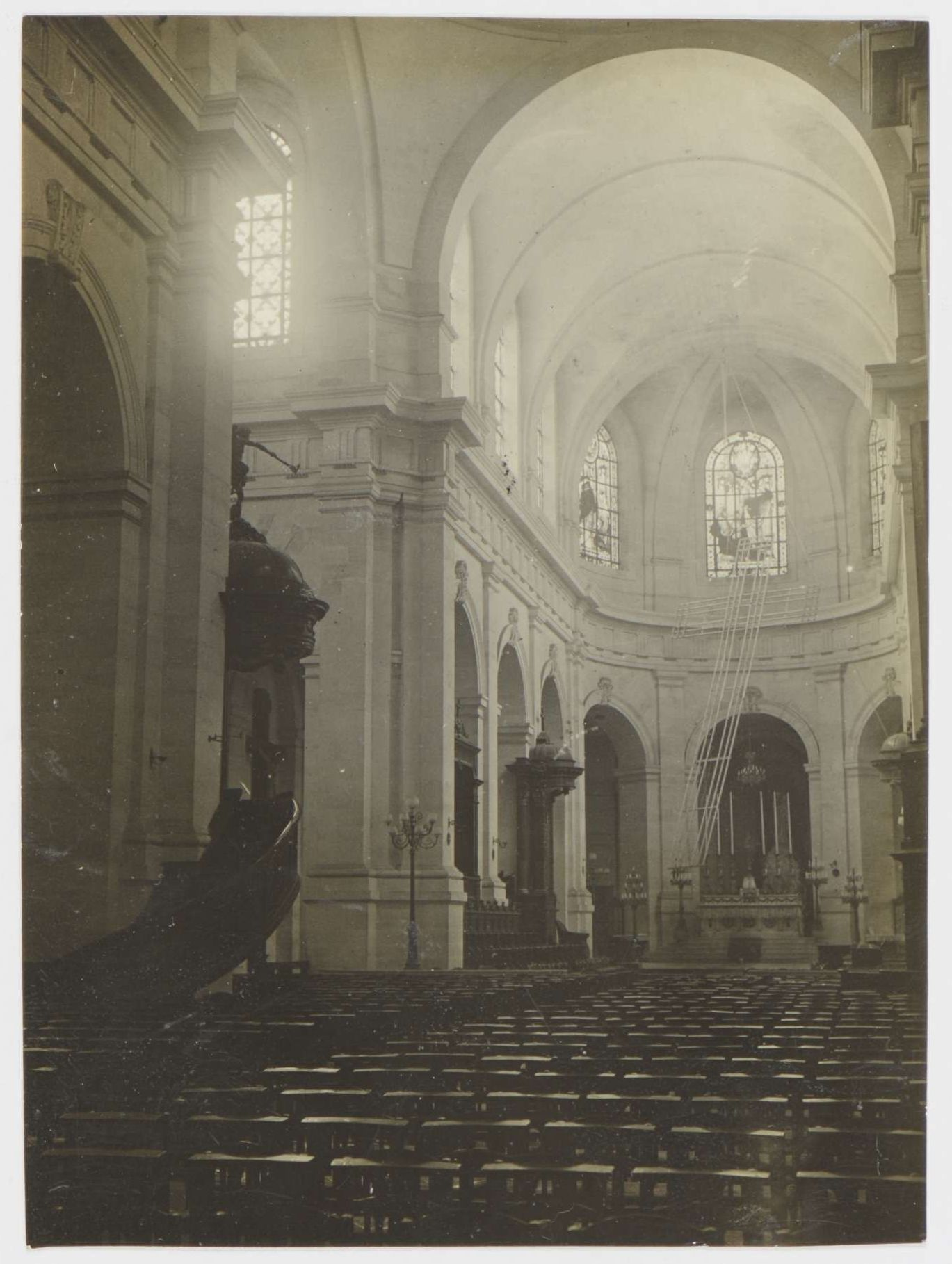
Le chœur en 1902.
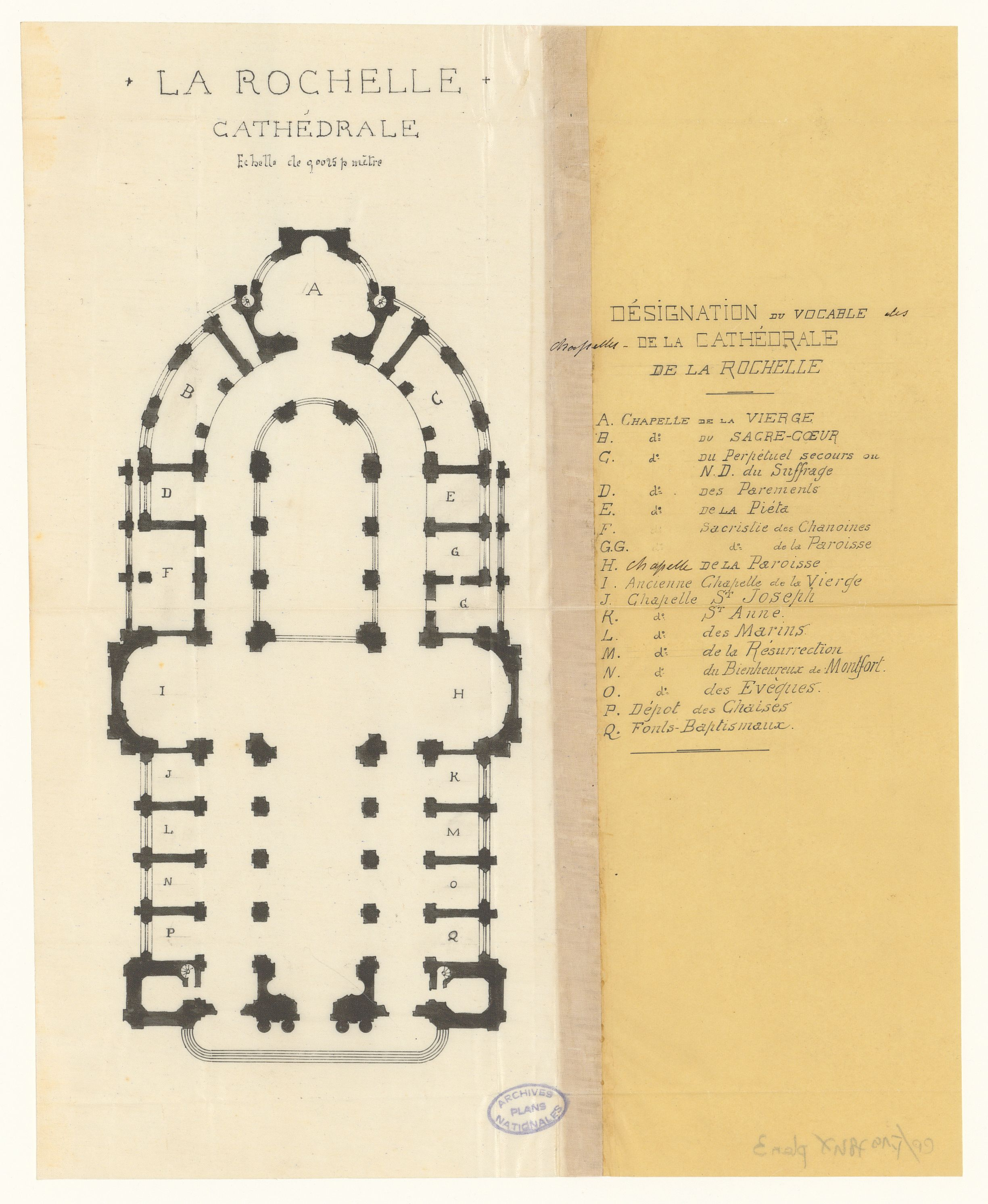
Vocable des chapelles (1888).
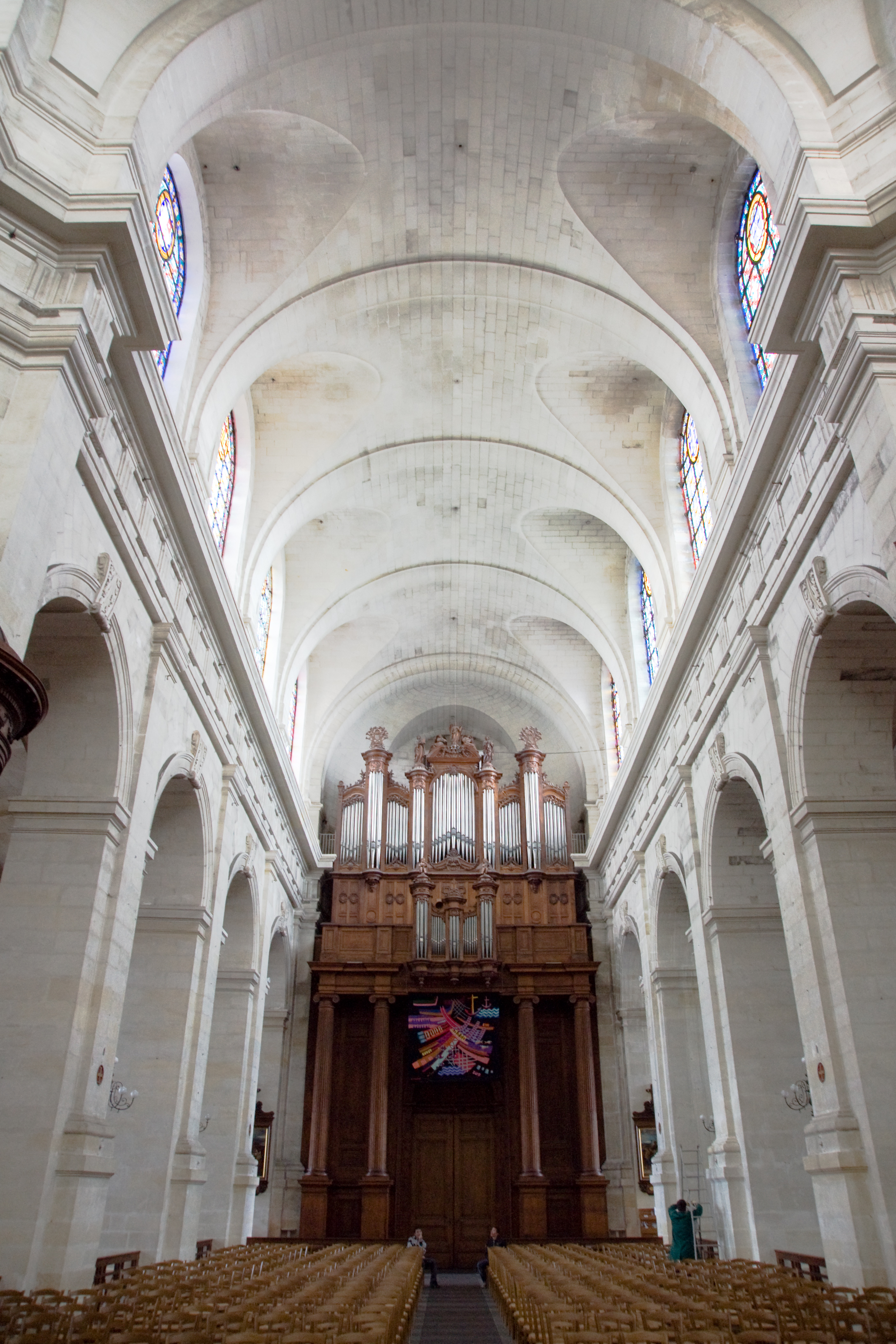
La nef et ses voûtes.

L'intérieur du bâtiment ne déroge pas à cette rigueur architecturale. La nef est recouverte d'une voûte en berceau renforcée par des arcs doubleaux. Les bas-côtés sont voûtés d'arêtes. La coupole de la chapelle de la Vierge est ornée de peintures de William Bouguereau.
Les bas-côtés sont voutés d'arêtes.
Le décor très sobre utilise l'ordre dorique dont la frise court tout le long de l'édifice. Les seuls éléments sculptés sont les agrafes qui surmontent les arcs (par Alexandre Félix Vételet en 1862 et 1873).
La coupole couvre le carré de transept. La puissance des piliers de la croisée est suggérée par le ressaut de la corniche et de la frise. Des pendentifs permettent de passer du carré au cercle.

### La chapelle de la Vierge

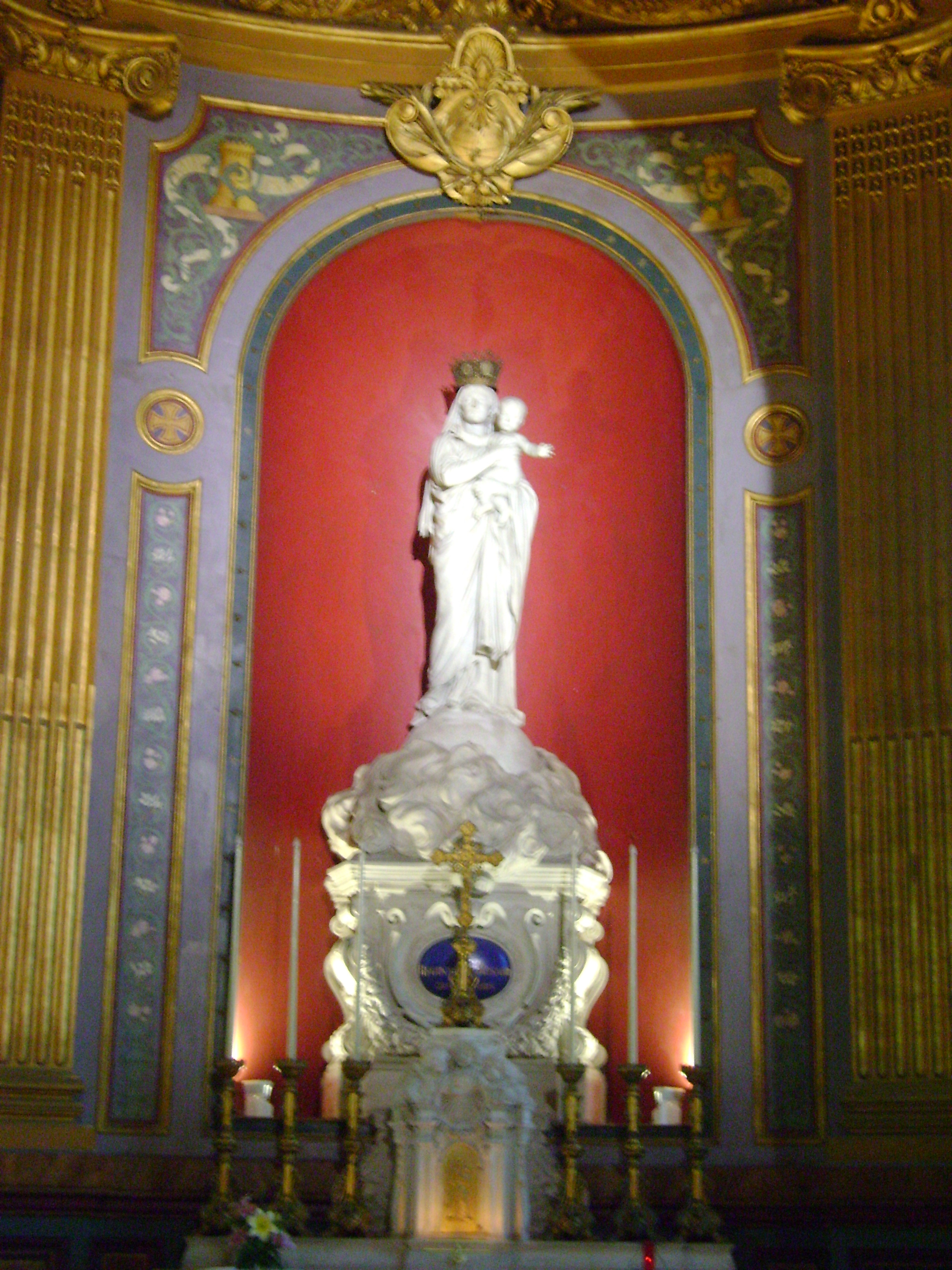
Statue de la Vierge à l'Enfant de la chapelle de la Vierge, ornée par le peintre William Bouguereau.

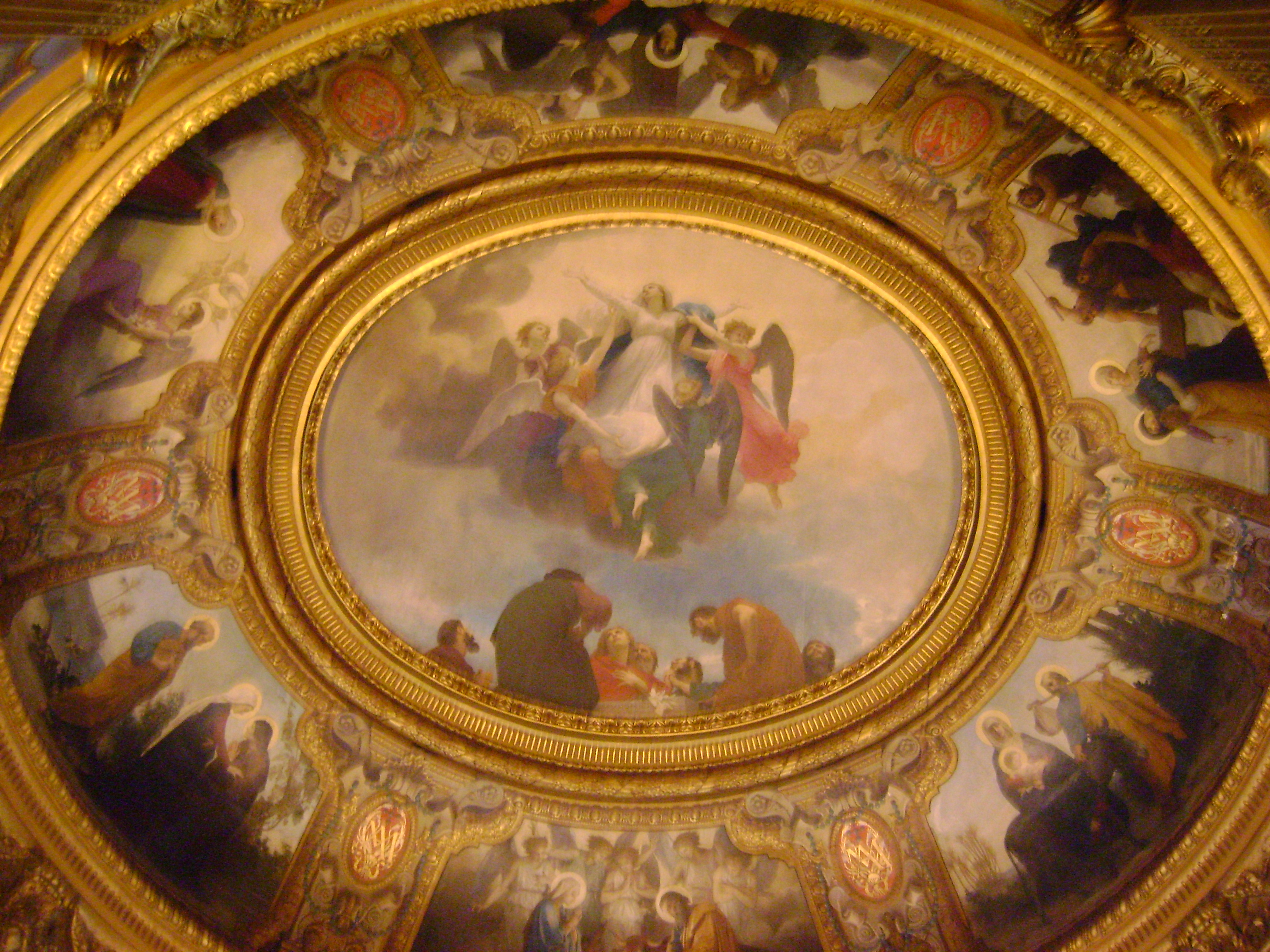
Coupole de la chapelle de la Vierge, ornée par le peintre William Bouguereau.

La coupole est ornée d'un ensemble pictural homogène exécuté par William Bouguereau. Il se compose de 6 tableaux représentant les scènes de la vie de la Vierge entourant la peinture de l'Assomption datée de 1875. les autres tableaux représentent l'Annonciation, la Visitation, la Nativité, la Fuite en Égypte ; la Pâmoison de la Vierge ; la Vierge de pitié. Chaque tableau est constitué de deux plaques de cuivre accolées. Ils ont été mis en place en 1876. "L'Annonciation", peinte par François Édouard Picot, fut présentée au Salon de 1827.

### La chapelle des marins

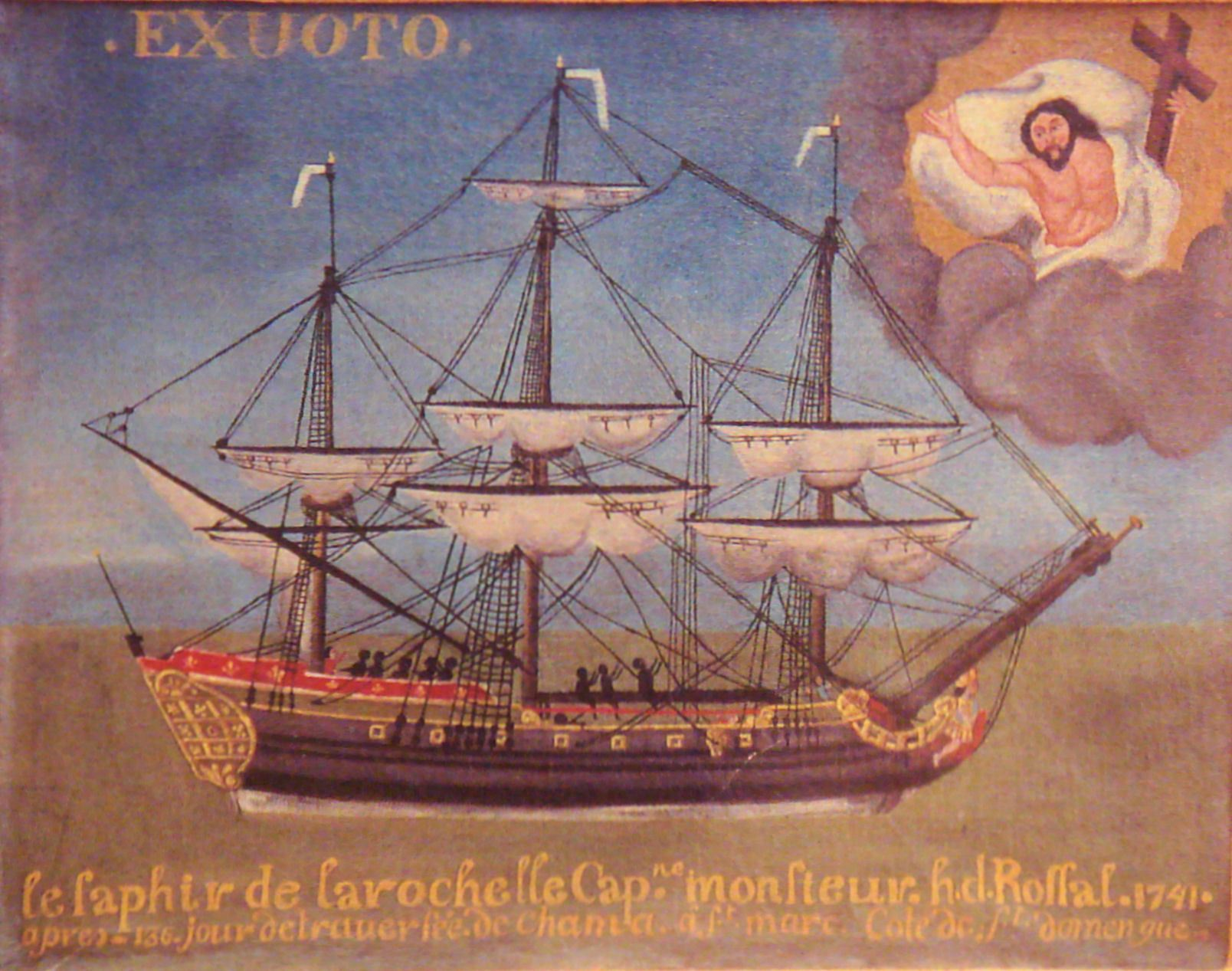
Le Saphir, huile sur toile, ex-voto marin situé dans chapelle des marins.

Les tableaux proviennent de l'église Saint-Jean-du-Pérot, ancienne église des pêcheurs. Cette église se situait dans le quartier Saint-Jean-du-Pérot à la Rochelle, quartier délimité par la tour de la Chaîne et la tour de la Lanterne au sud et la rue Léonce-Vieljeux. Elle était l'une des cinq paroisses historique de la ville. Menaçant ruine, l'église est désaffectée puis détruite en 1887. De cette église, il ne reste que le clocher.
L'ensemble des tableaux et ex-voto sont regroupés dans une chapelle de la cathédrale, devenue chapelle des marins. La plupart de ces œuvres représentent des navires faisant naufrage, tandis que la Vierge intercède pour sauver leur équipage.

#### Le Saphir
Celui du Saphir, présentant un navire négrier, remémore la participation du port de La Rochelle dans la traite négrière. L'ex-voto montre le navire rochelais Le Saphir immobilisé par manque de vent entre la côte de Guinée et celle de Saint-Domingue, menaçant de famine l'équipage et les esclaves. Le peintre a représenté plusieurs esclaves noirs en train de supplier le Christ. Le principal armateur du navire, Élie Giraudeau, était protestant et il est vraisemblable que le capitaine Rossal l'était aussi : cela pourrait expliquer le choix du Christ comme intercesseur à la place de la Vierge. Le tableau a probablement été peint en 1741 ou peu après par un artiste inconnu.

### Les vitraux

Atelier Antoine Lusson
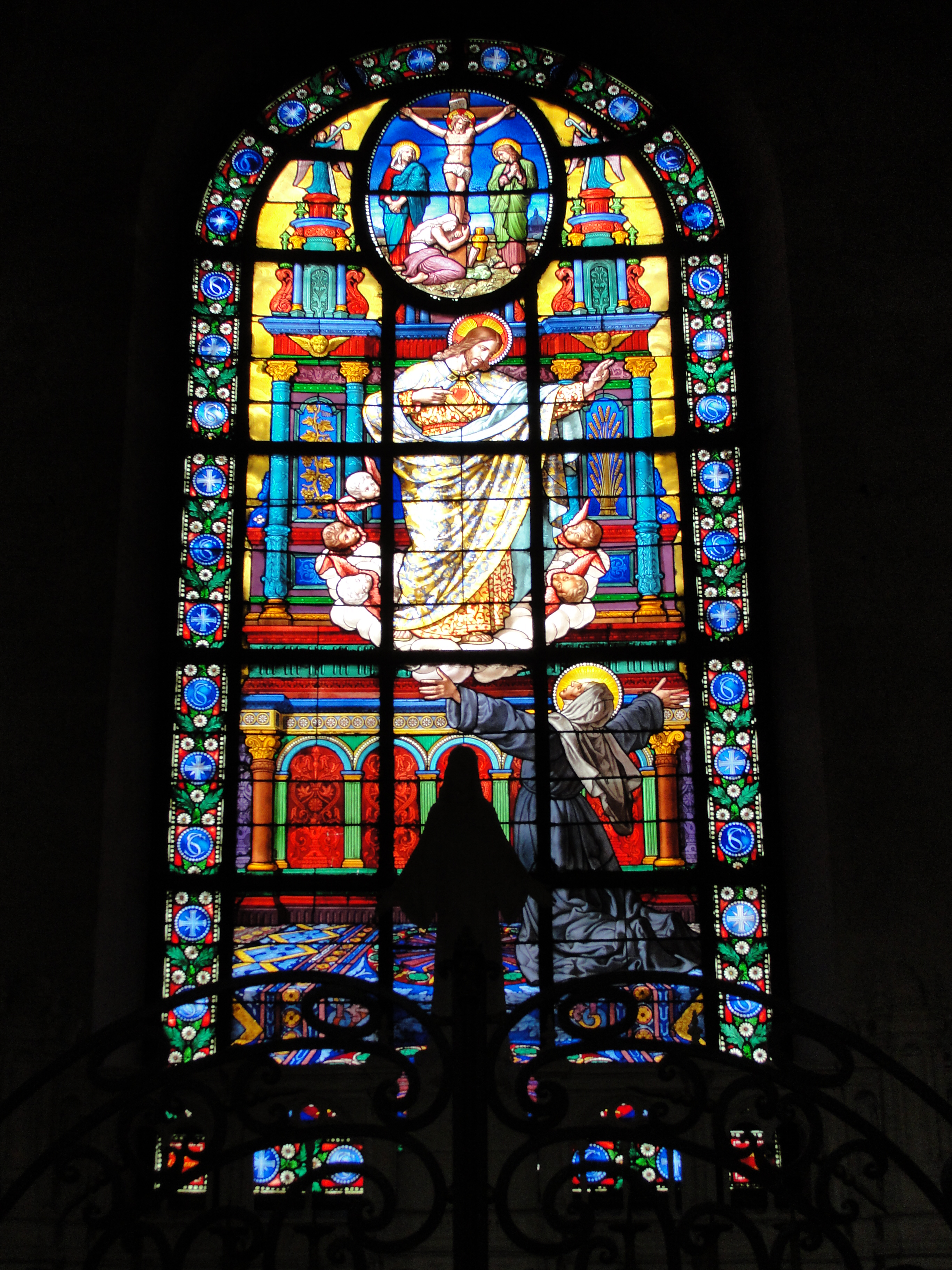
Apparition du Sacré-Cœur à sainte Marguerite-Marie Alacoque.
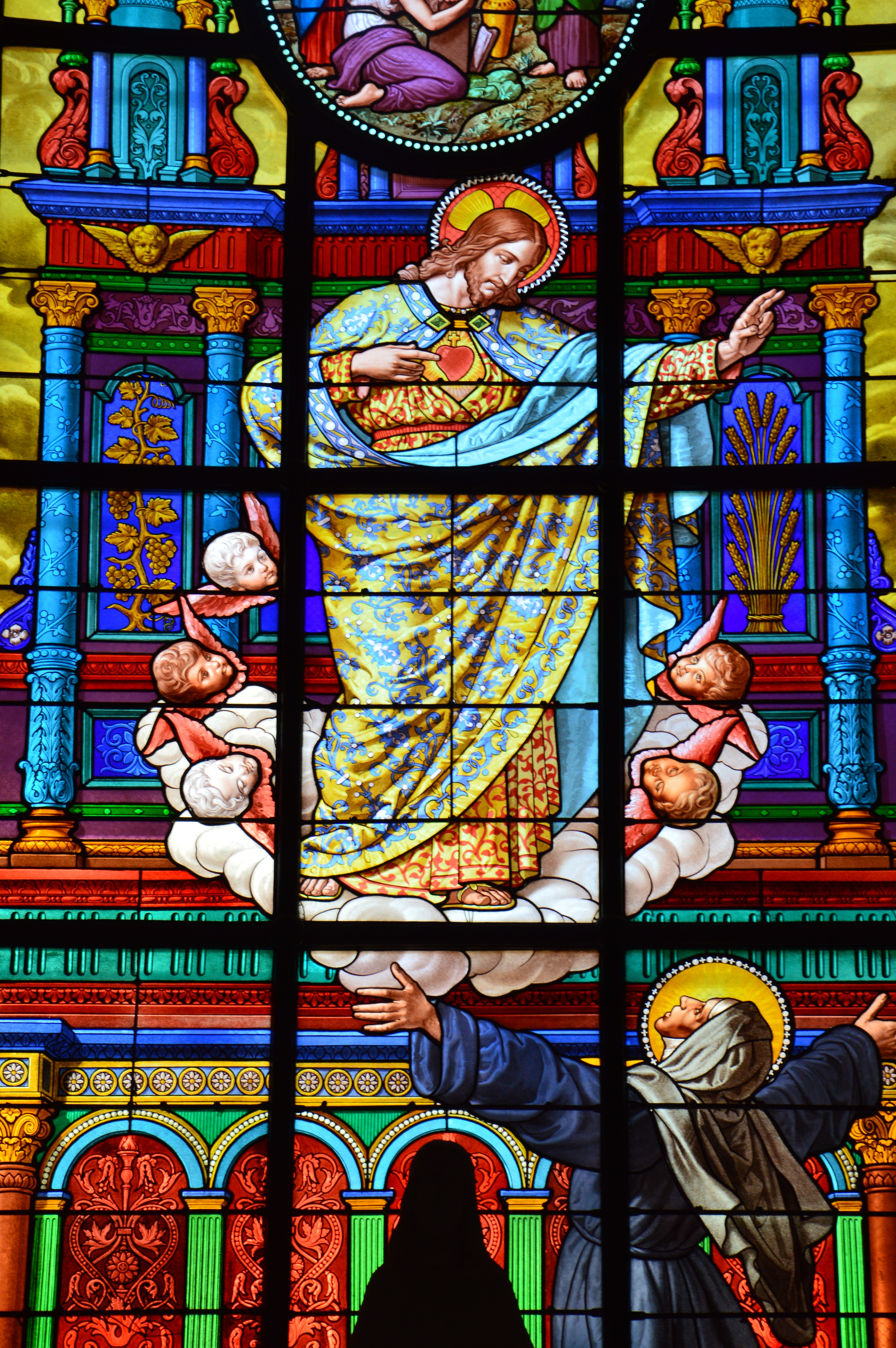
Apparition du Sacré-Cœur à sainte Marguerite-Marie Alacoque (détail) - Chapelle du Sacré-cœur.
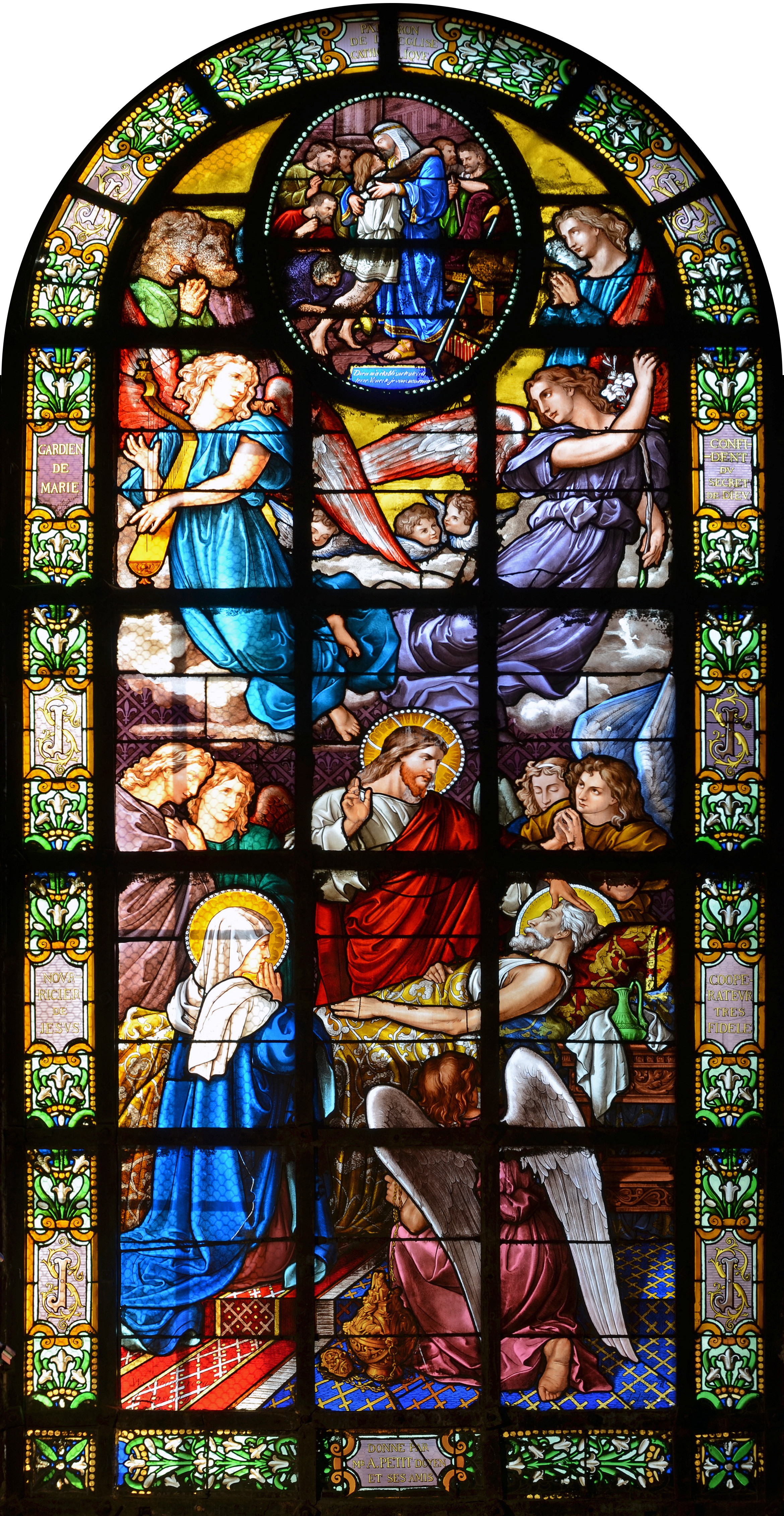
La mort de saint Joseph.
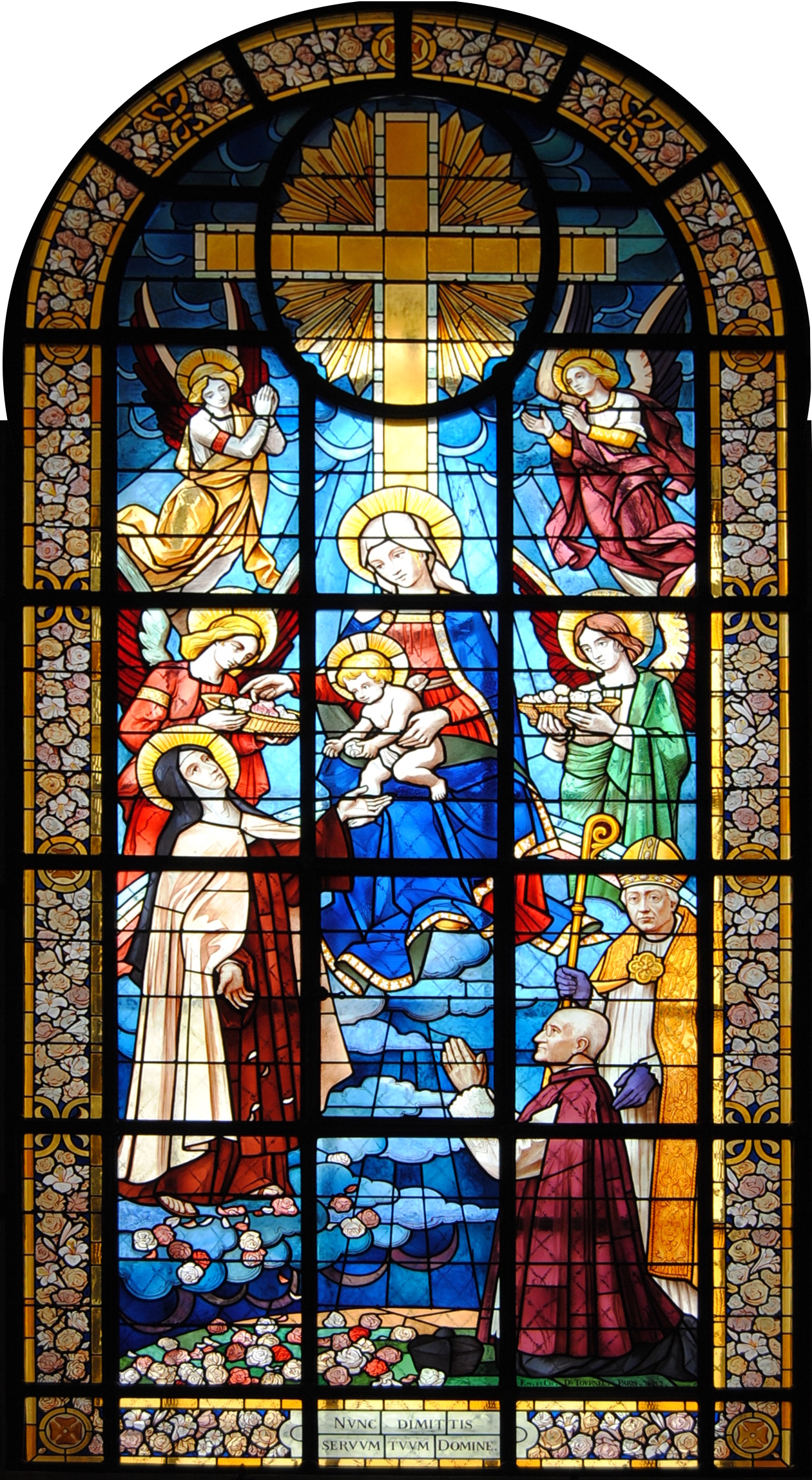
Vierge à l'Enfant et sainte Thérèse de l'Enfant-Jésus.

Atelier Lobin
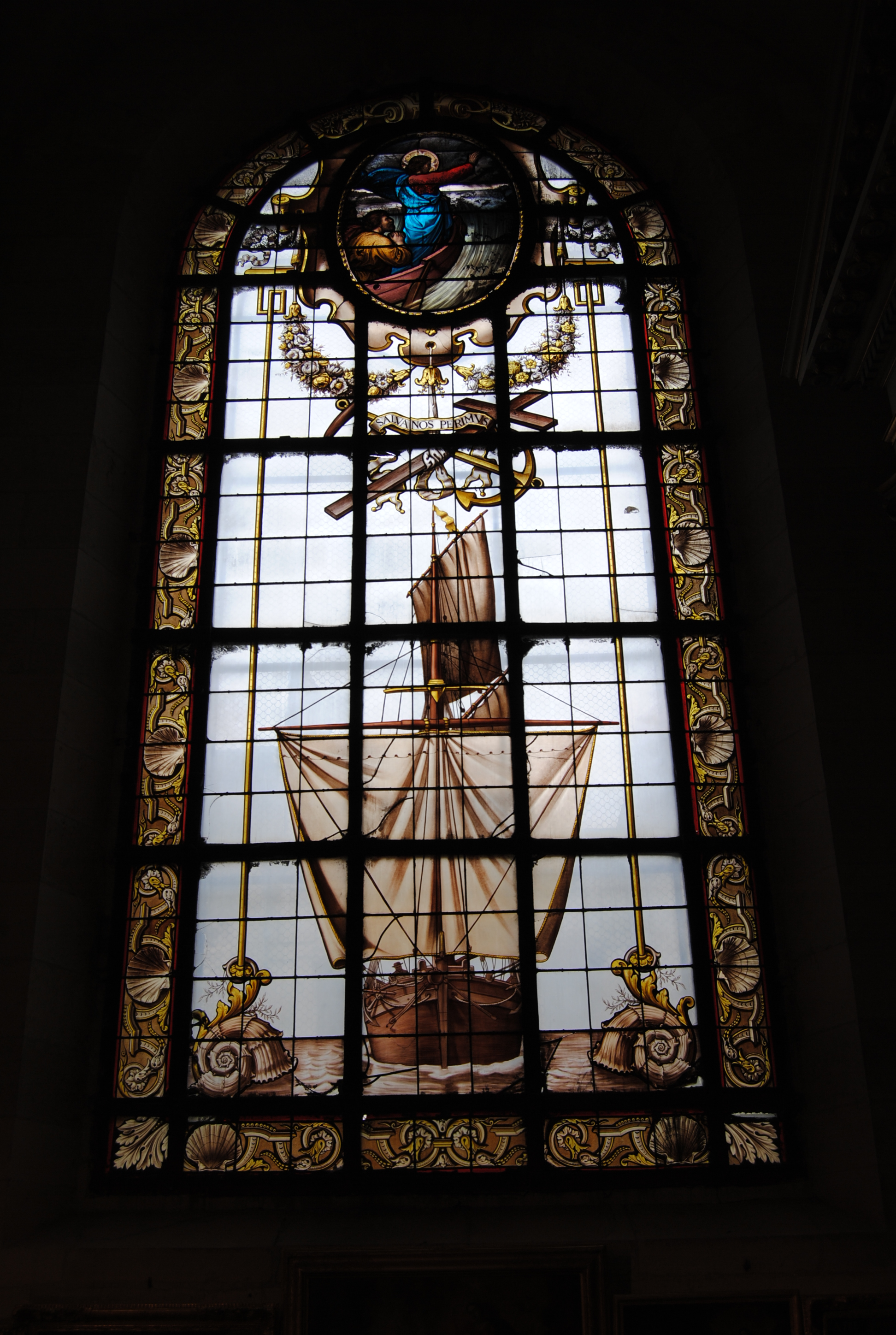
Chapelle des Ex-voto.
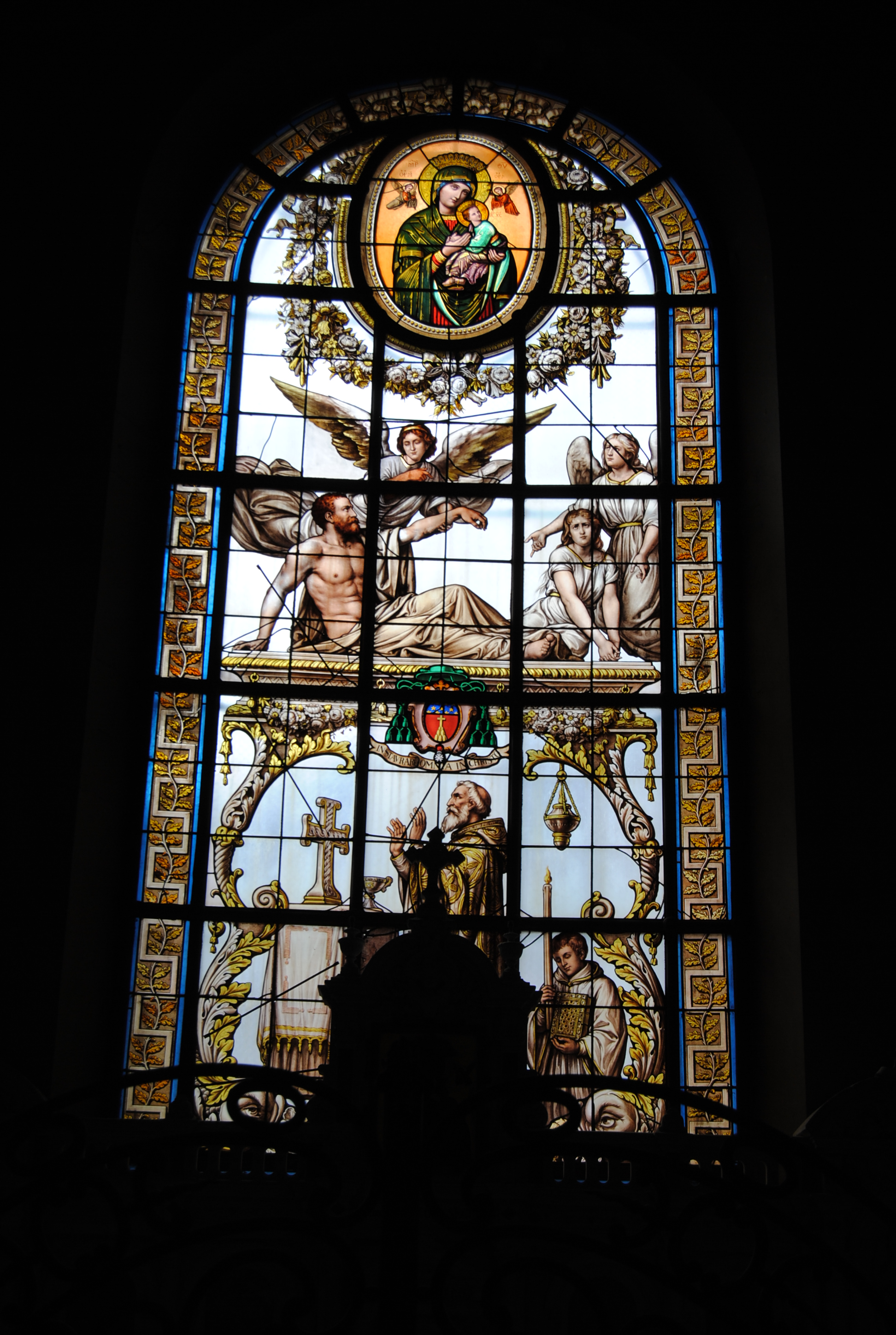
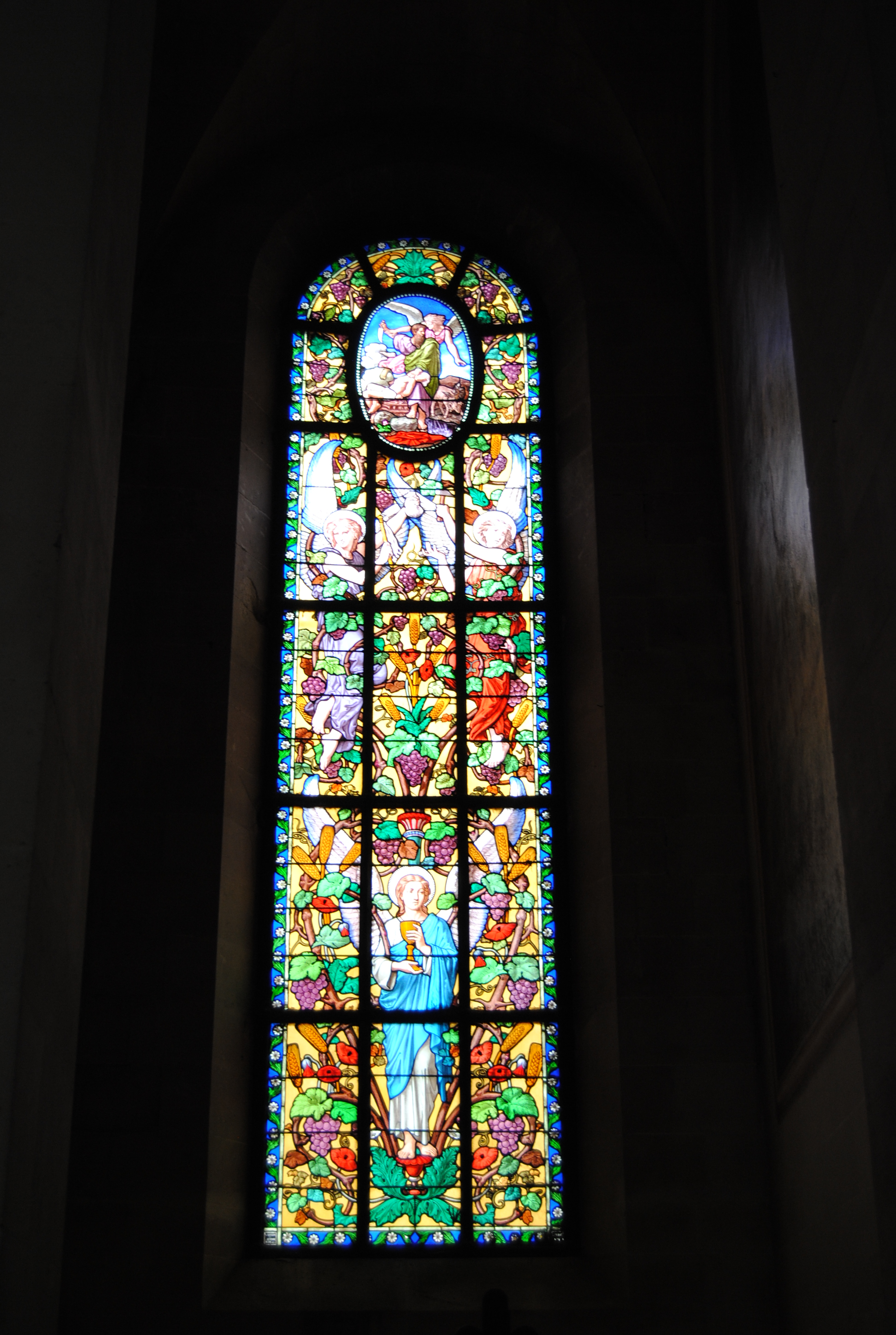
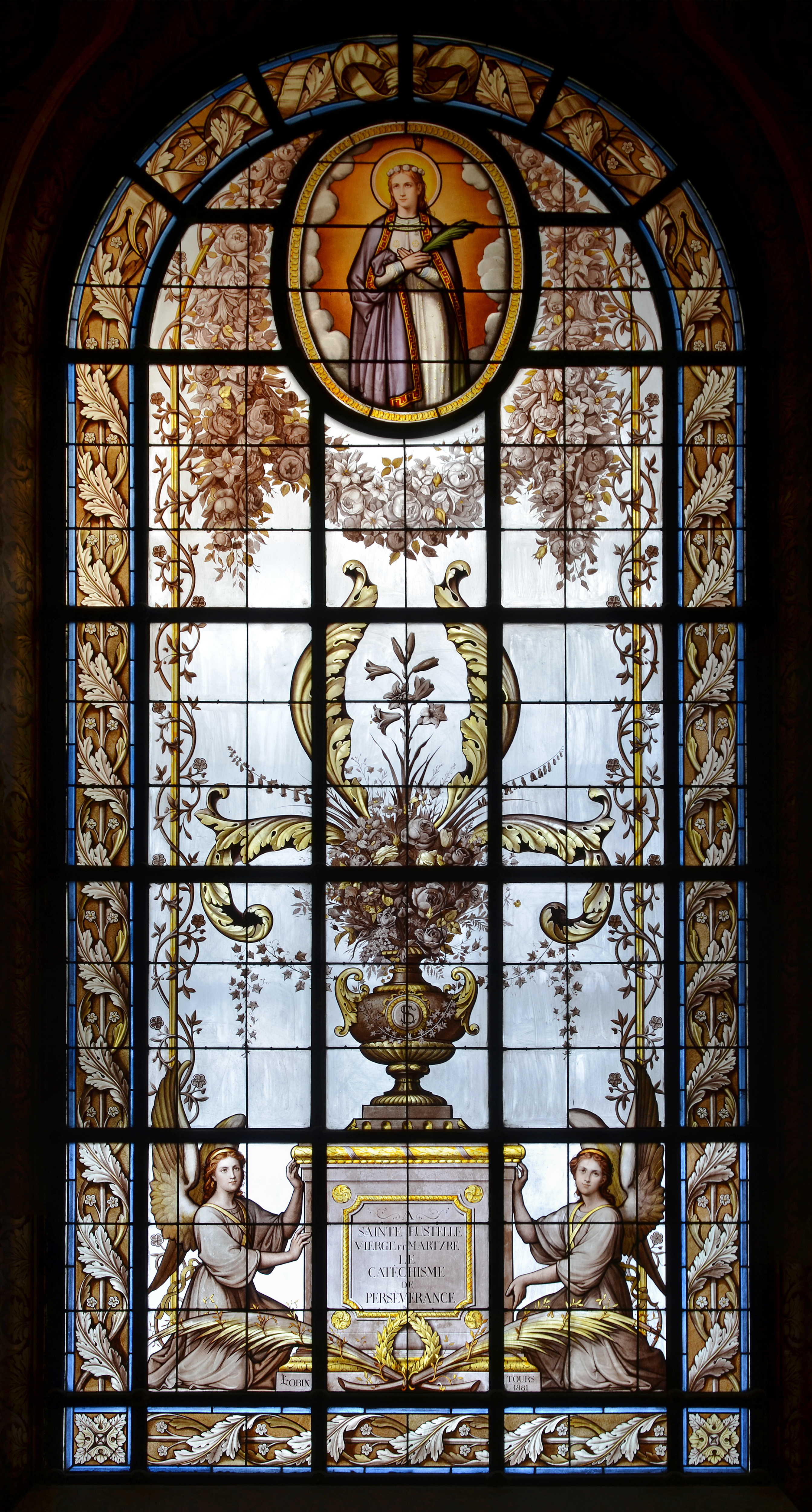
Chapelle Sainte-Eustelle.
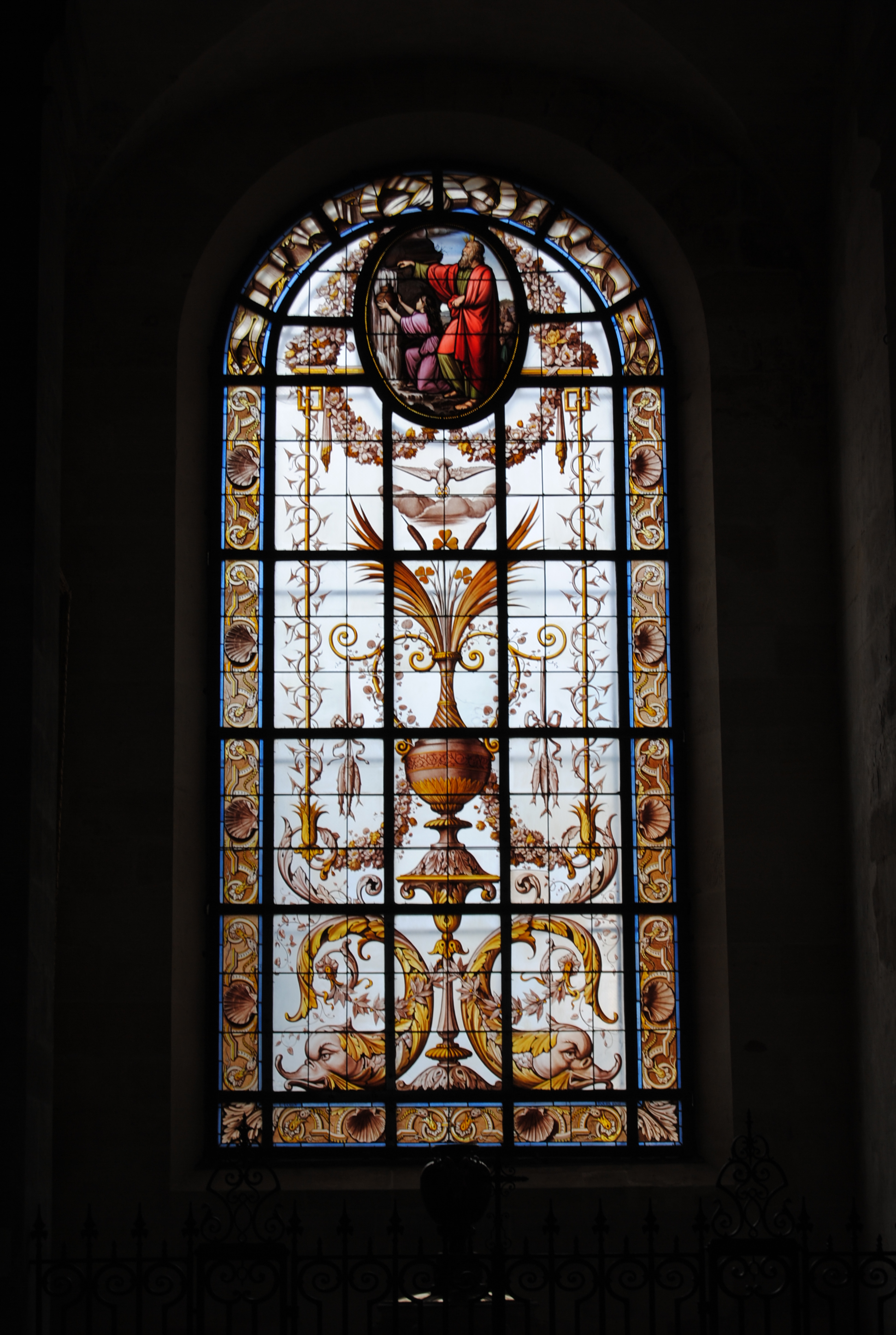
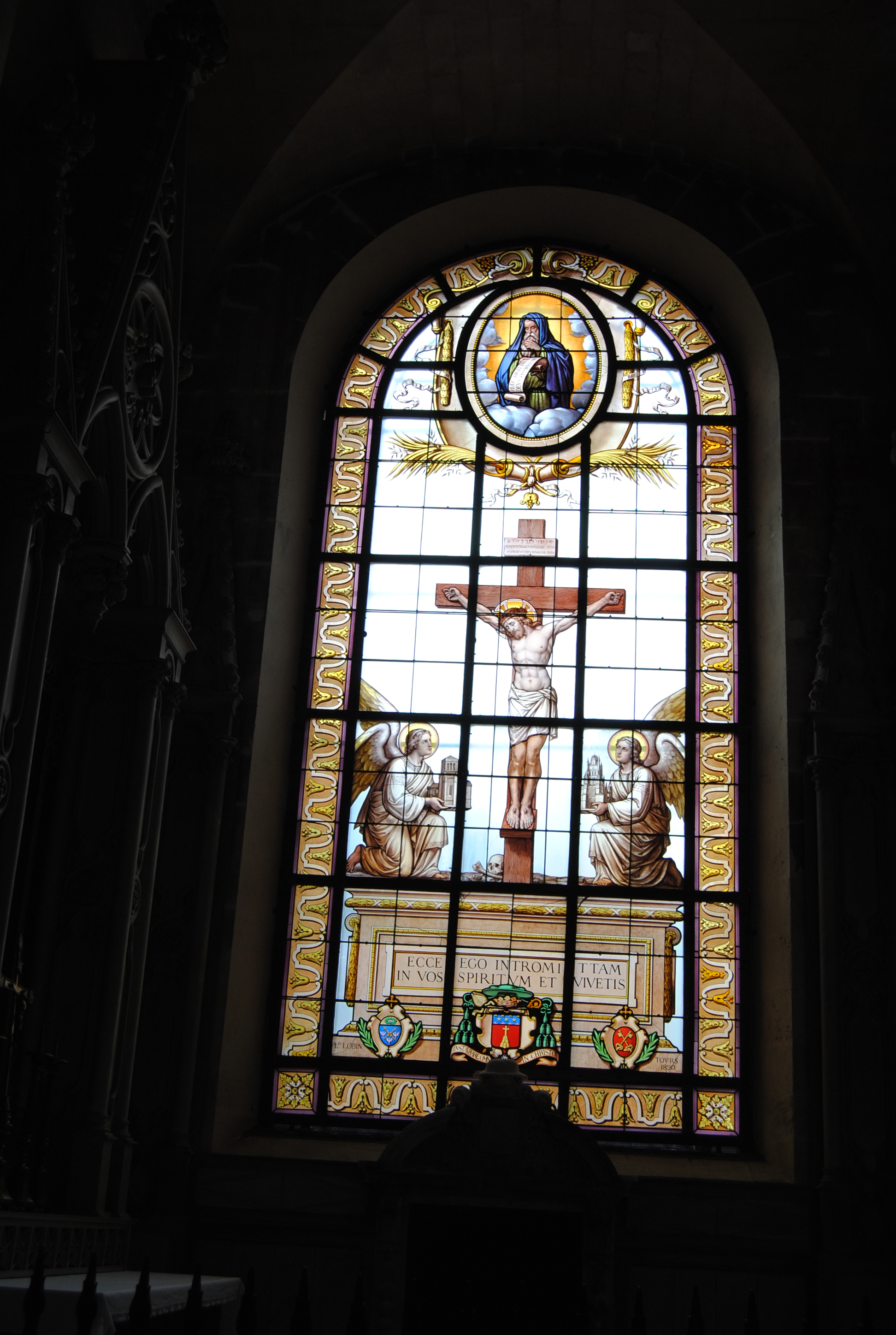
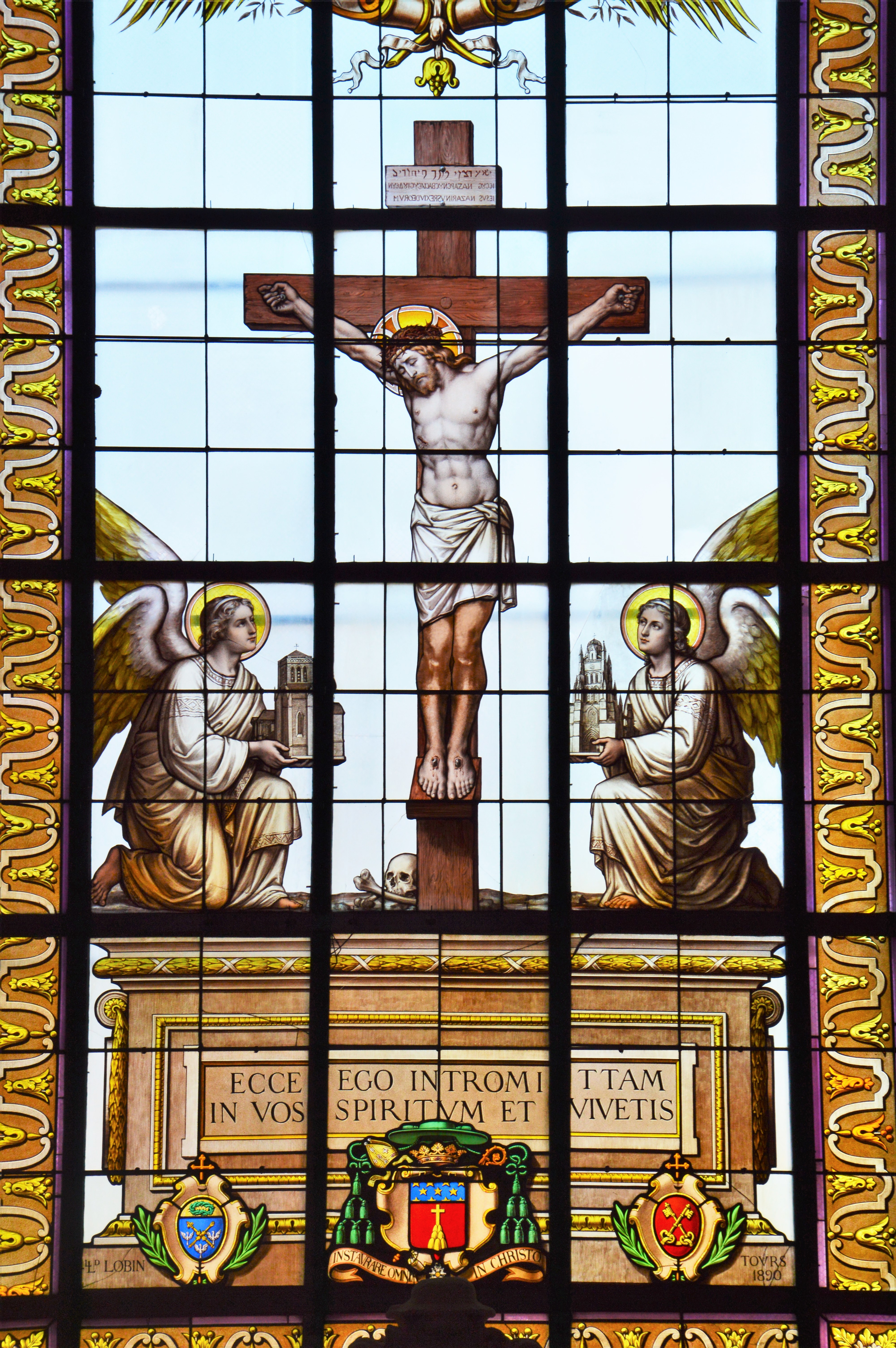
Chapelle des évêques.
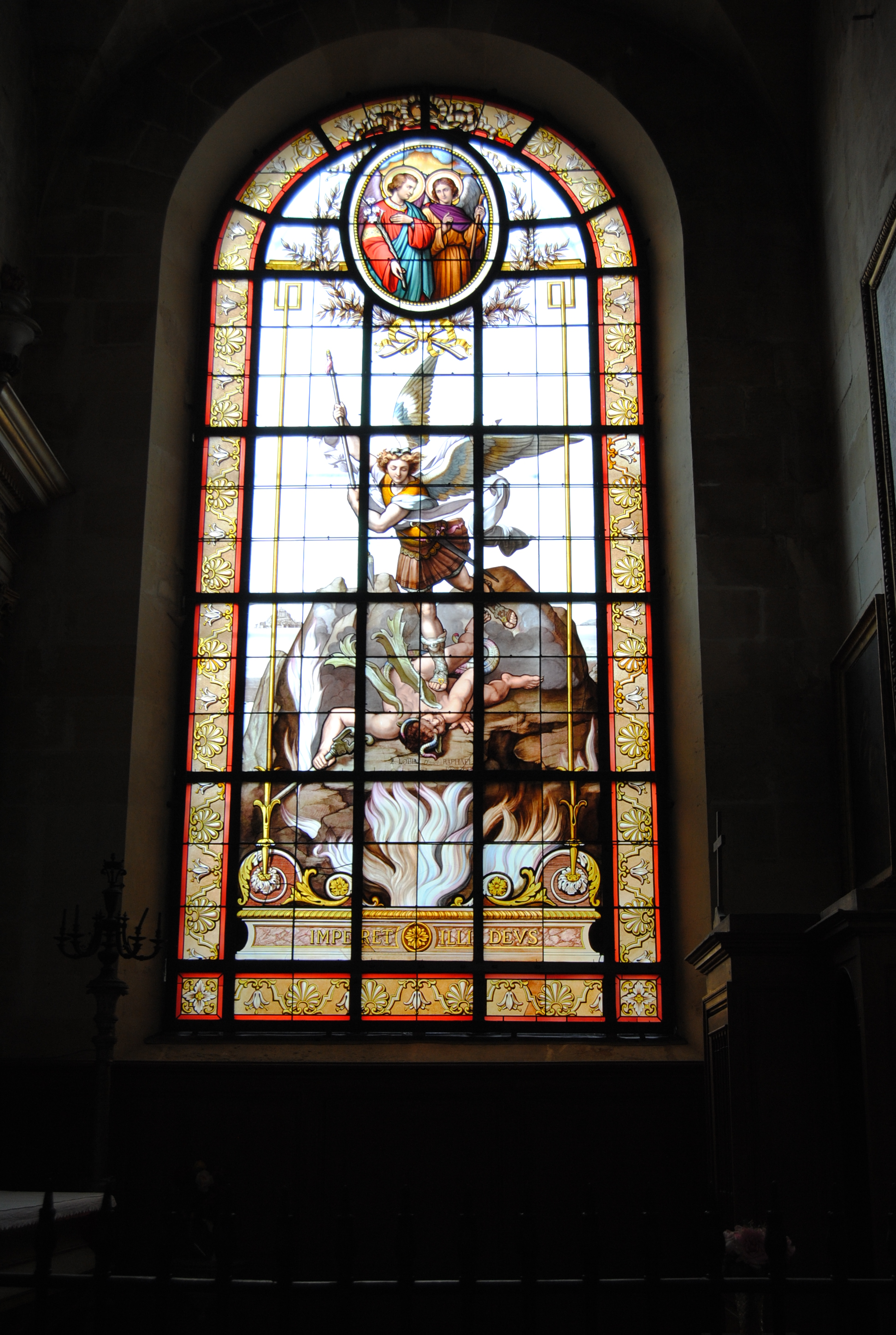

Atelier Émile Hirsch
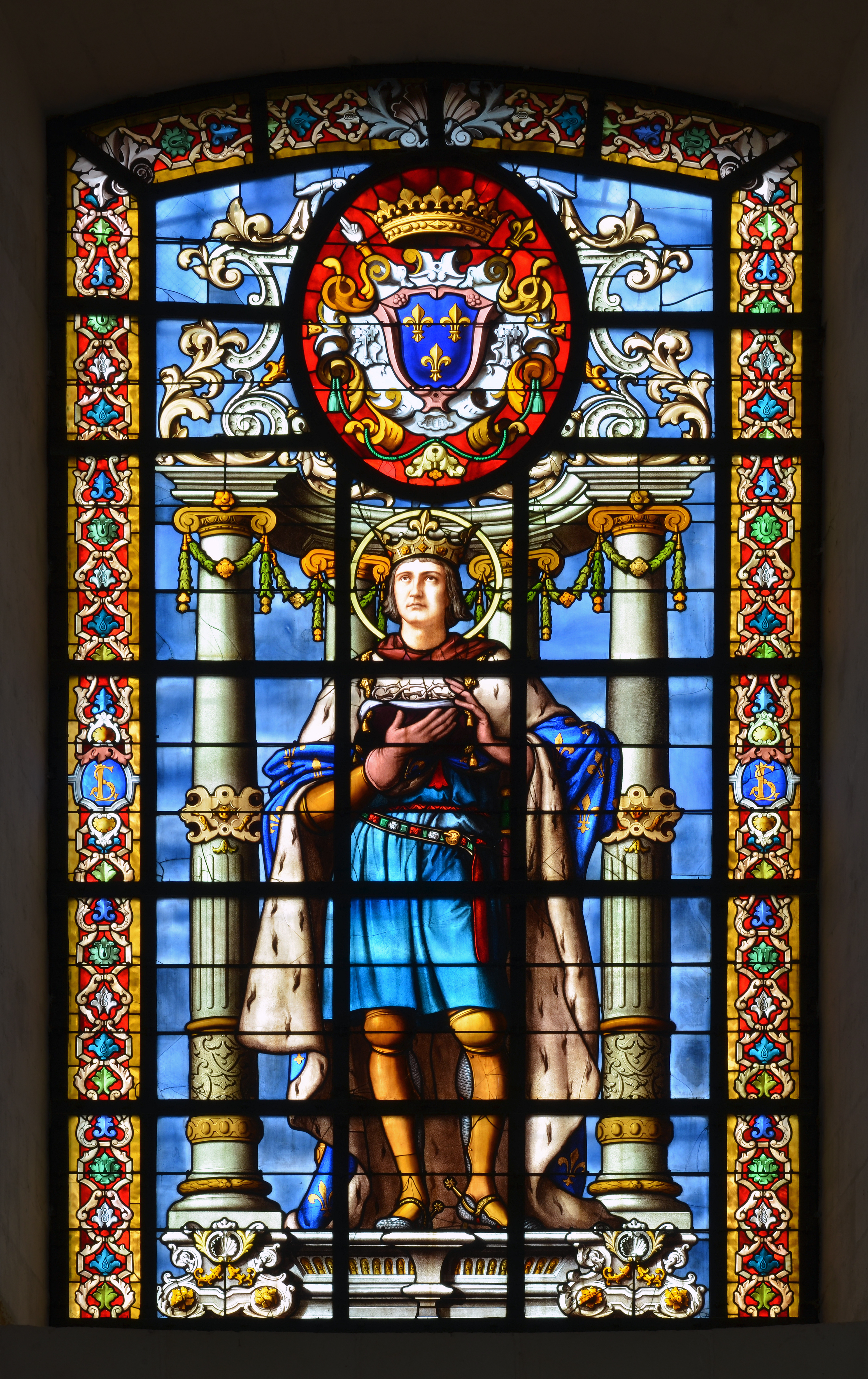
Saint Louis dans le bras droit du transept.
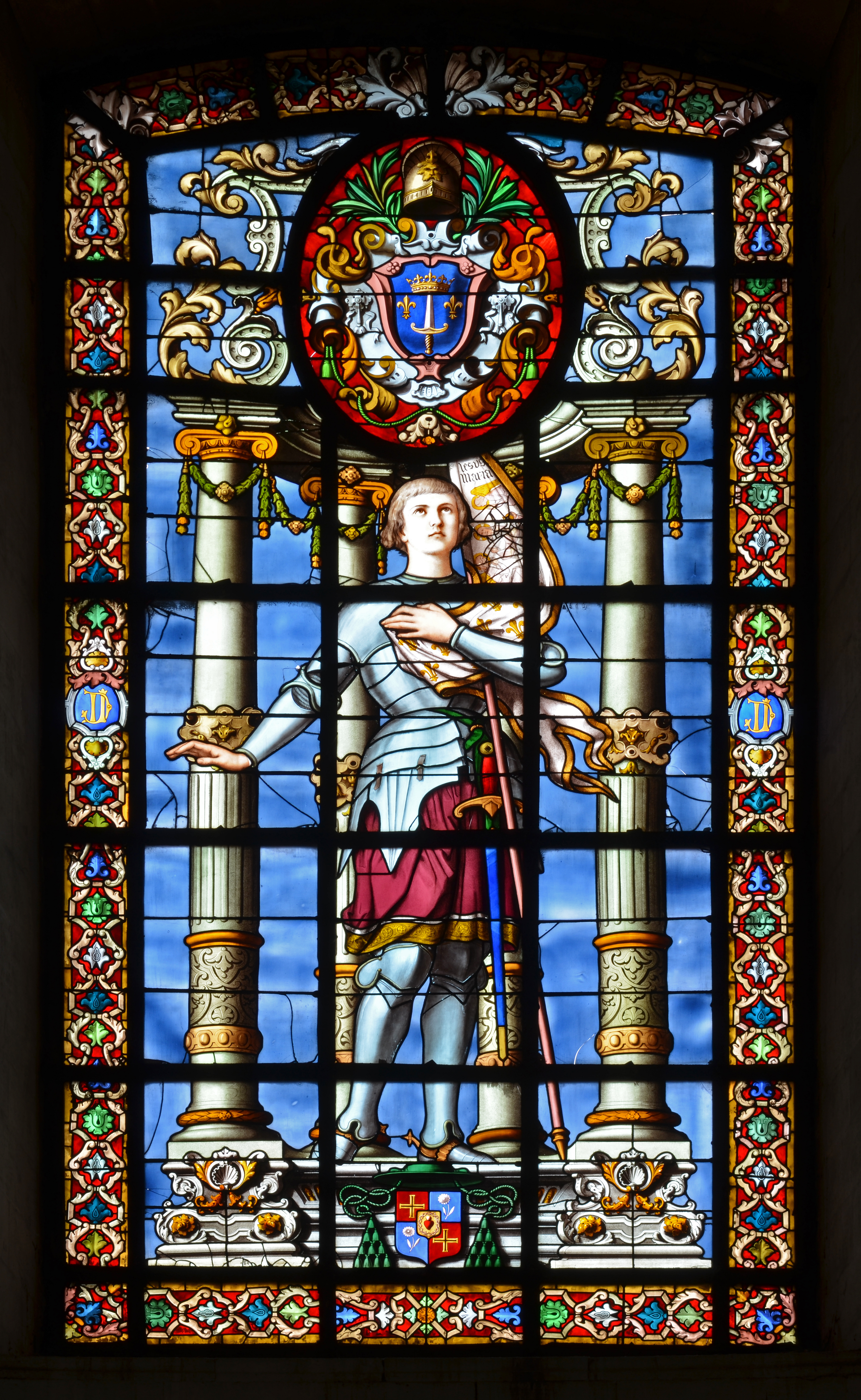
Jeanne d'Arc dans le bras gauche du transept.

Les vitraux ont été créés au XIXe siècle, par trois ateliers différents. Auparavant, les baies étaient simplement meublées de verres blancs taillés en losange et posés avec des attaches de plomb. Les vitraux actuels ont été mis en place entre 1872 et 1893.

### Les tableaux
- Laissez venir à moi les petits enfants, par Louis Matout (1811-1888), œuvre déposée en 1883[20]

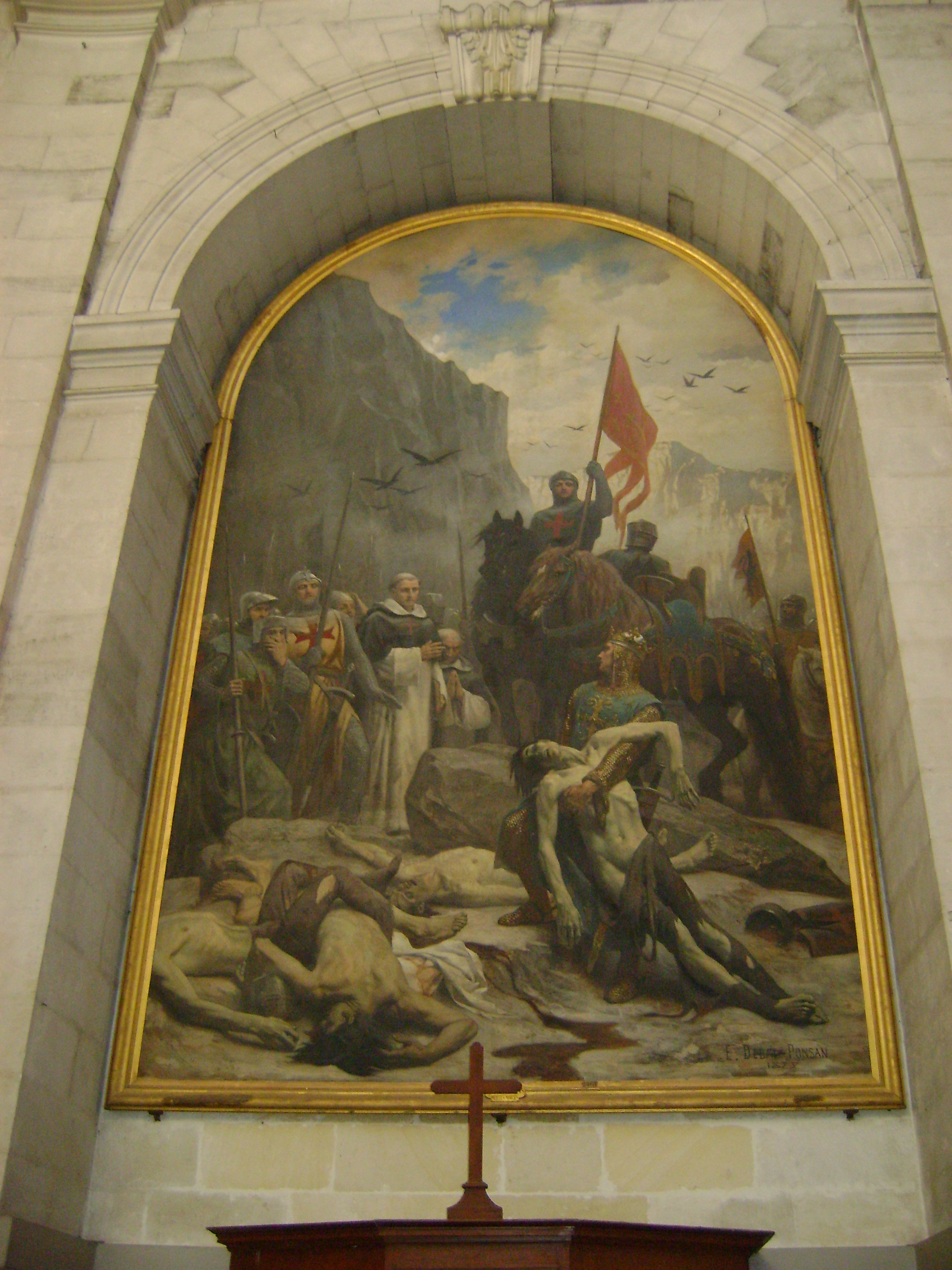
Pitié de saint Louis pour les morts,par Debat-Ponsan (1847-1913), dans le bras gauche du transept. Présenté à l'Exposition universelle de 1878.
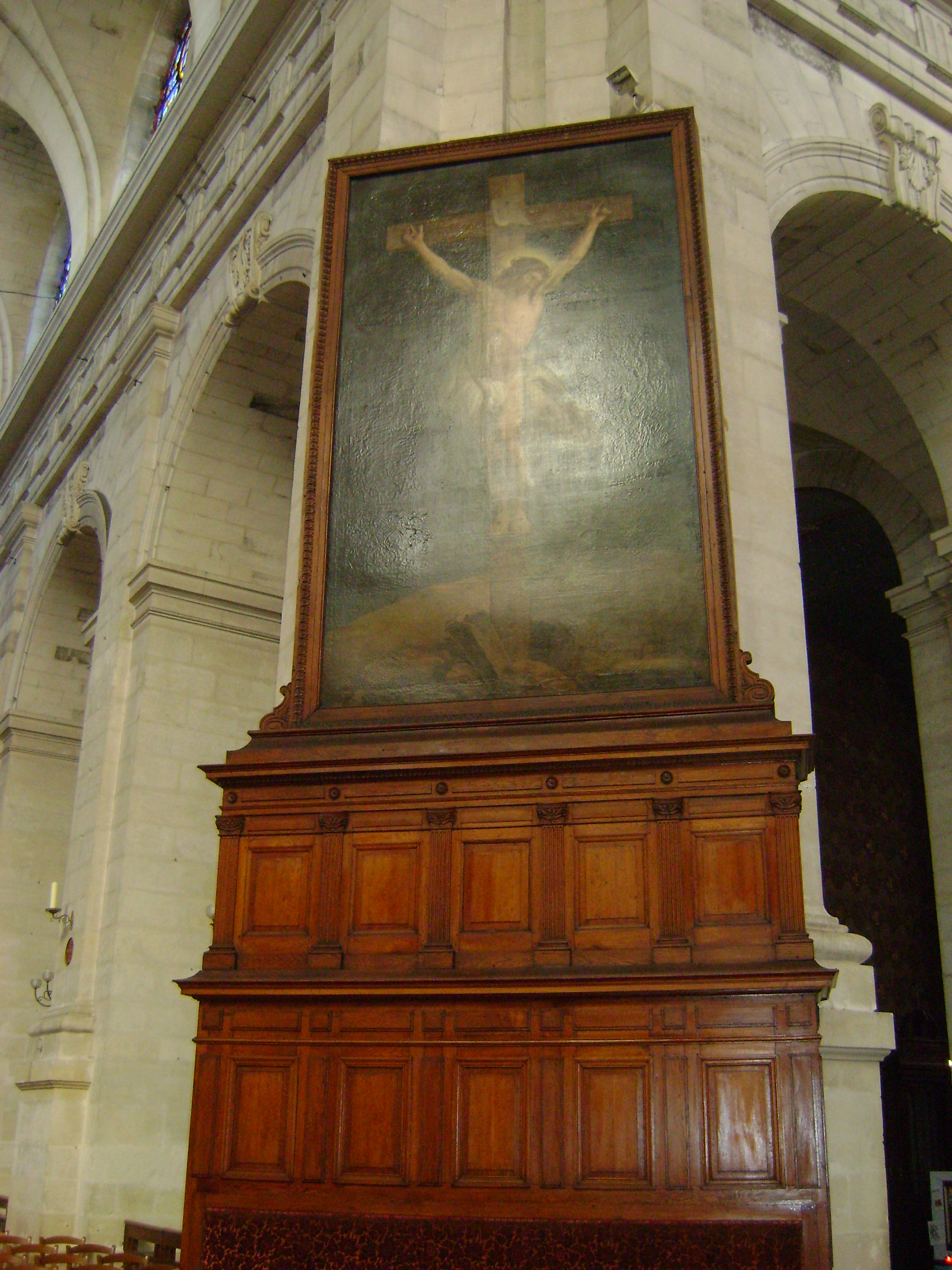
Banc d'œuvre surmonté d'un tableau représentant Jésus-Christ sur la croix.
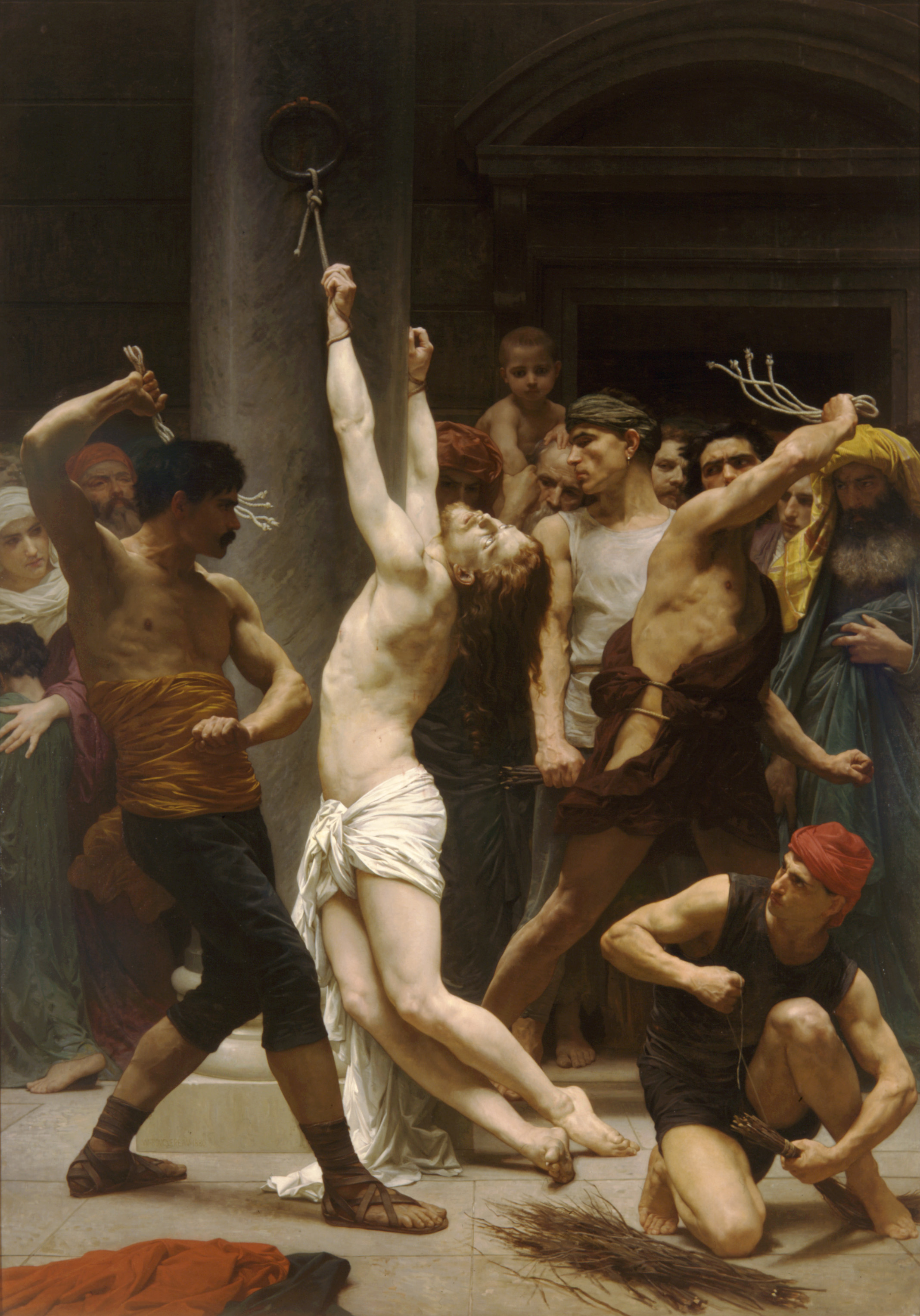
La flagellation de Notre Seigneur Jésus-Christ, par William Bouguereau, 1880. Dépôt du Musée des beaux-arts de La Rochelle.
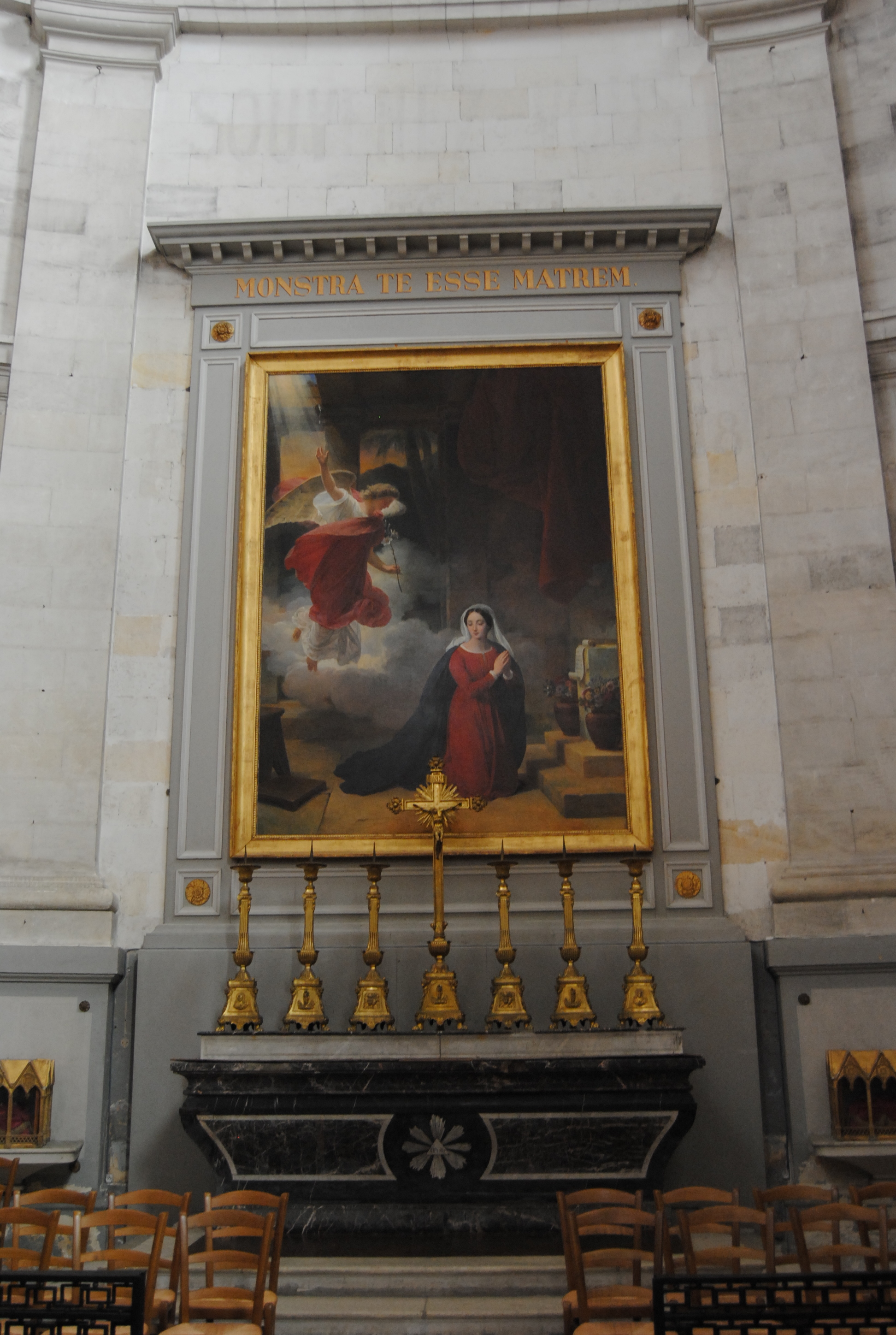
Annonciation par François-Édouard Picot.

## Les orgues de la cathédrale Saint-Louis de La Rochelle

### Le grand orgue
La tribune actuelle correspond au projet et plans de Brossard, datant de 1835. Elle est destinée à recevoir le premier orgue de la cathédrale.
L'instrument actuel remplace un orgue de John Abbey daté de 1835, vendu en 1866 à la paroisse Saint-Hilaire de Poitiers. L'orgue est construit en 1867 par la manufacture Merklin-Schütze et a été conservé quasiment intact jusqu'à nos jours. En 1869, les facteurs construisent un nouveau buffet, l'ancien de John Abbey ne se révélant finalement pas réutilisable pour le nouvel instrument.
Le grand orgue de la cathédrale de la Rochelle est très représentatif de la facture d'orgue romantique de la seconde moitié du XIXe siècle, et est classé monument historique au titre d'objet par arrêté du 15 octobre 1983 pour la partie instrumentale. Il a bénéficié d'une restauration à l'identique par le facteur de Mirande, Bernard Raupp, qui s'est achevée en 1996. Victime de l'outrage des temps, l'orgue se tue en pleine messe, le 30 juin 1991.

« L'instrument était très dégradé, tant le système d'alimentation que la tuyauterie, confie l'homme de l'art. Ce fut donc un travail très technique, notamment pour les jeux d'anches. Nous avons tout refait en copie conforme. Mais le jeu en valait la chandelle. »

Ce n'est que le 1er novembre 1995 que l'orgue retrouva son souffle après quatre ans de restaurations pour un budget de 1,5 million de francs.
Le grand orgue de la cathédrale permet d'interpréter la musique du XIXe siècle. Depuis la remise en état de l'instrument, la cathédrale accueille régulièrement des concerts et récitals d'orgue.

#### Liste des titulaires
- Chanoine Rudelin (1861-1946) : il est organiste de la cathédrale de La Rochelle durant 66 ans, de 1880 jusqu'à son décès (février 1946)[23].
- Claude Fougeret (Abbé)
- Jean-Marie Lamour
- Philippe Garreau
- Didier Ledoux

#### Descriptif
Le buffet est en chêne et les tuyaux en étain poli. Le positif de dos est un postiche à trois tourelles et deux plates-faces. Ces tourelles sont surmontés d'angelots musiciens.
Le grand buffet se compose de quatre tourelles et de cinq plates-faces. Des statues en pied du roi David et de Sainte-Cécile prennent place au sommet des deux tourelles centrales. Elles encadrent le fronton, composé d'anges musiciens et qui surmonte la plate-face centrale. Les deux autres tourelles sont couronnées de Harpes.
| I. Positif                                                                 | II. Grand orgue | III. Récit expressif | Pédale                                                              |
| -------------------------------------------------------------------------- | --- | --- | ------------------------------------------------------------------- |
| Bourdon 8 Flûte 8 Salicional 8 Flûte harmonique 4 Doublette 2 Clarinette 8 | Bourdon 16 Montre 16 Bourdon 8 Montre 8 Flûte harmonique 8 Prestant 4 Fourniture Bombarde 16 Trompette 8 Clairon 4 | Flûte traversière 8 Dulciana 8 Voix céleste 8 Viole de gambe 8 Flûte d'écho 4 Flageolet 2 Voix humaine 8 Trompette 8 Basson et Hautbois 8 | Contrebasse 16 Octave basse 8 Violoncelle 8 Bombarde 16 Trompette 8 |

### L'orgue de chœur
L'orgue de chœur se situe dans la première travée droite du chœur. C'est un ouvrage exécuté en 1860-1861 par la maison Merklin-Schütze de Paris. Il se compose d'un buffet de style Second Empire en chêne à plate-face centrale de 13 tuyaux encadrée de 2 tourelles elles-mêmes flanquées de 2 petites plates-faces muettes. il comporte un décor végétal sur ses tourelles et au-dessus de la corniche. Les tuyaux sont en étain. L'orgue est classé par arrêté du 16 juillet 1998 classé au titre objet.
| I. Grand orgue                                                              | II. Récit expressif                                                         |
| --------------------------------------------------------------------------- | --------------------------------------------------------------------------- |
| Bourdon 16 Bourdon 8 Montre 8 Salicional 8 Prestant 4 Trompette 8 Clairon 4 | Flûte 8 Dulciana 8 Voix céleste 8 Flûte harmonique 4 Flageolet 2 Hautbois 8 |

## Galerie

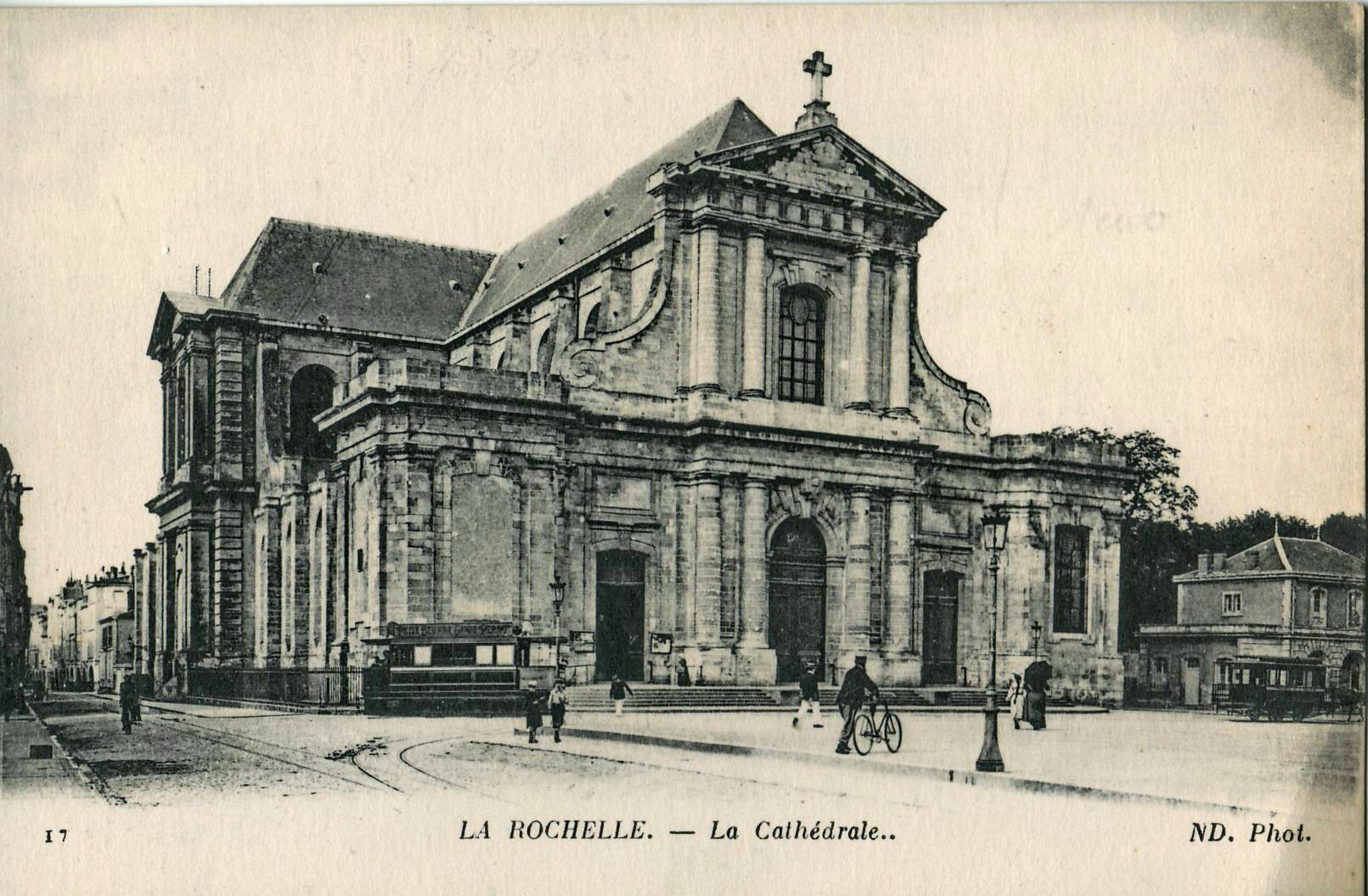
La cathédrale au début du XXe siècle.
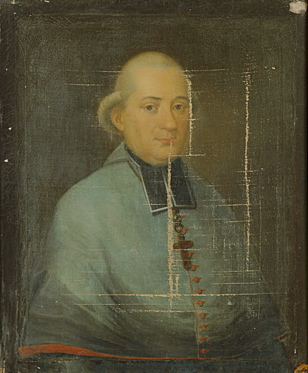
Jean Charles de Coucy, évêque de La Rochelle 1789-1801.
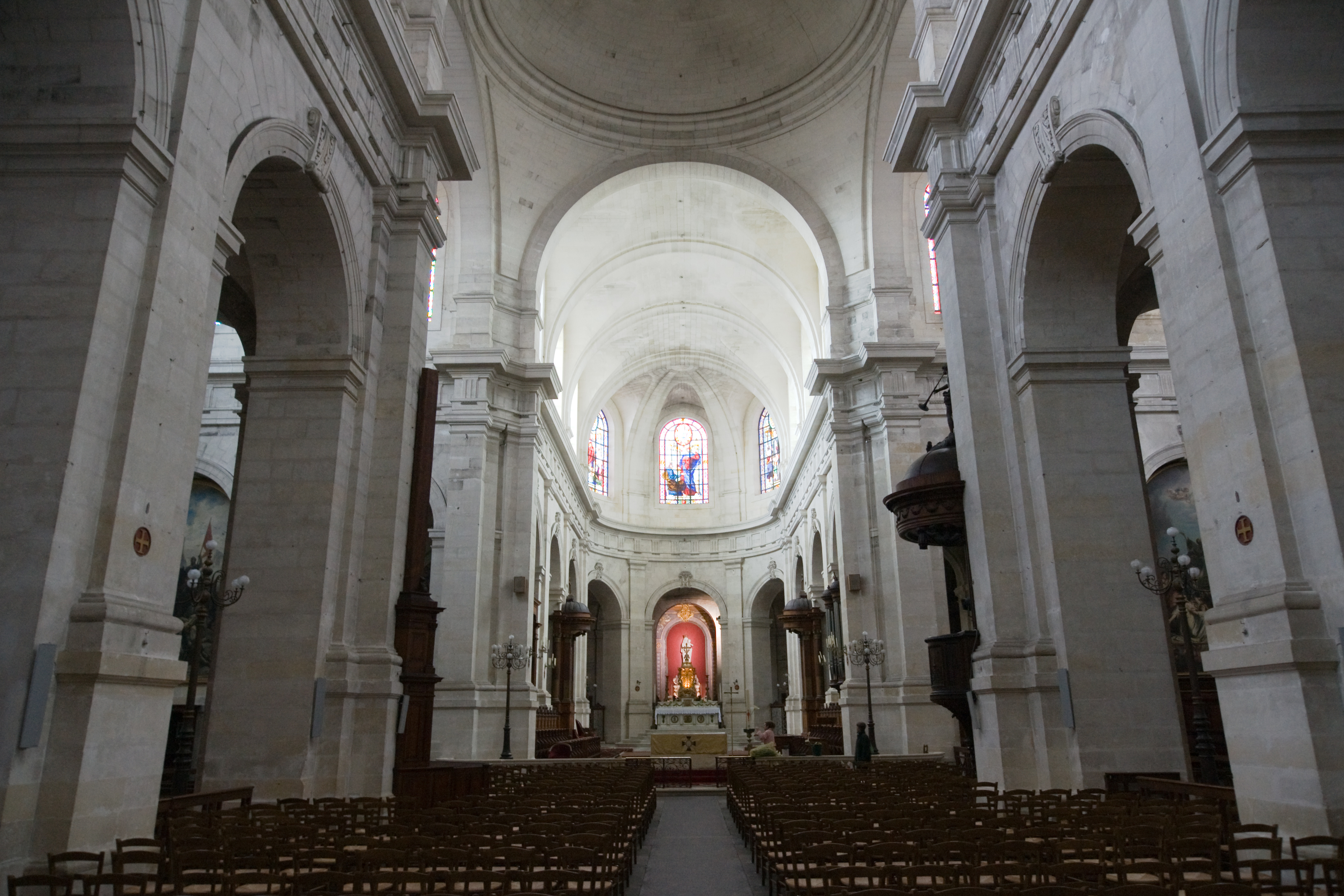
Nef et chœur de la cathédrale de La Rochelle.
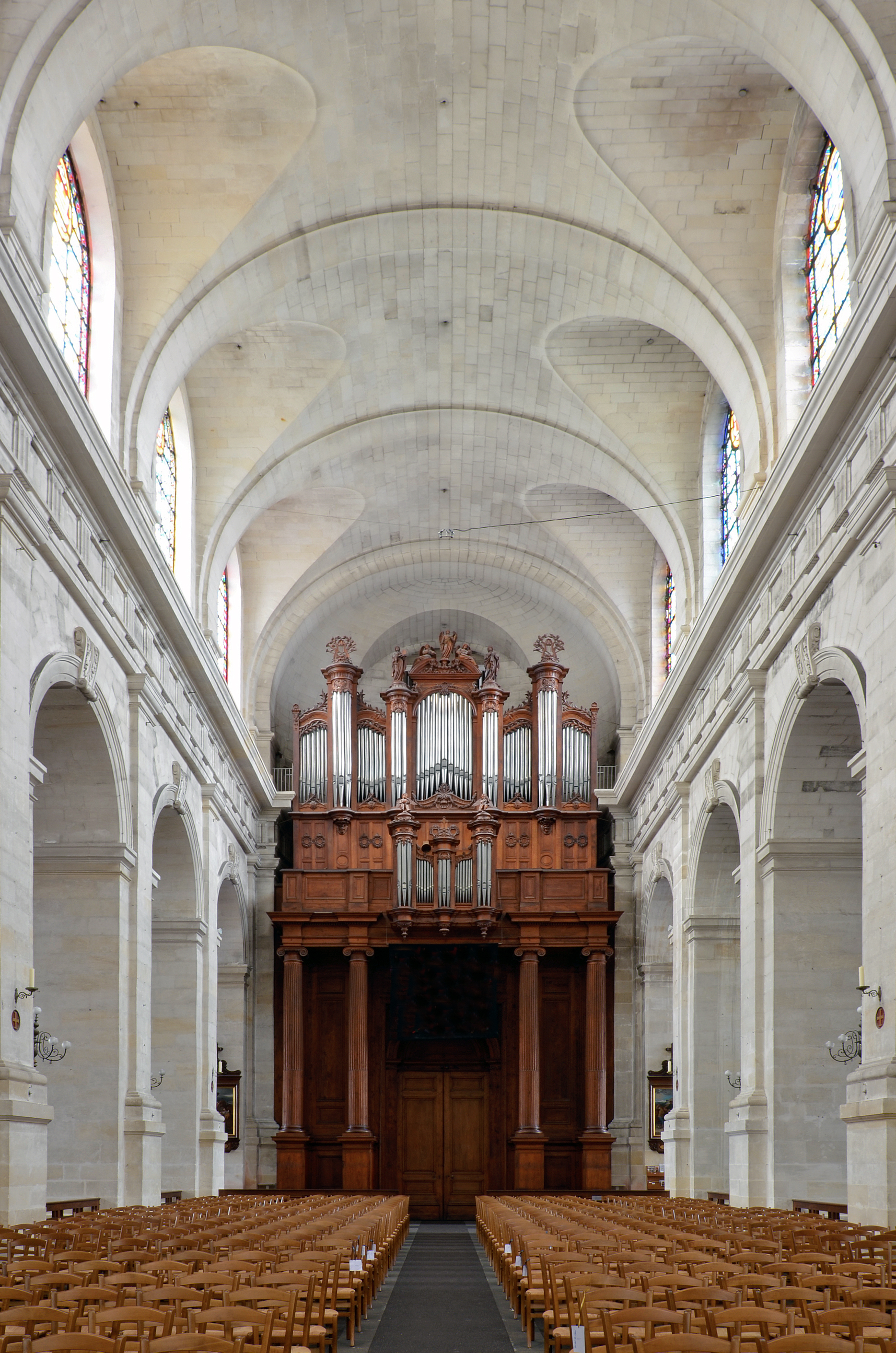
Grandes orgues de la cathédrale Saint-Louis.
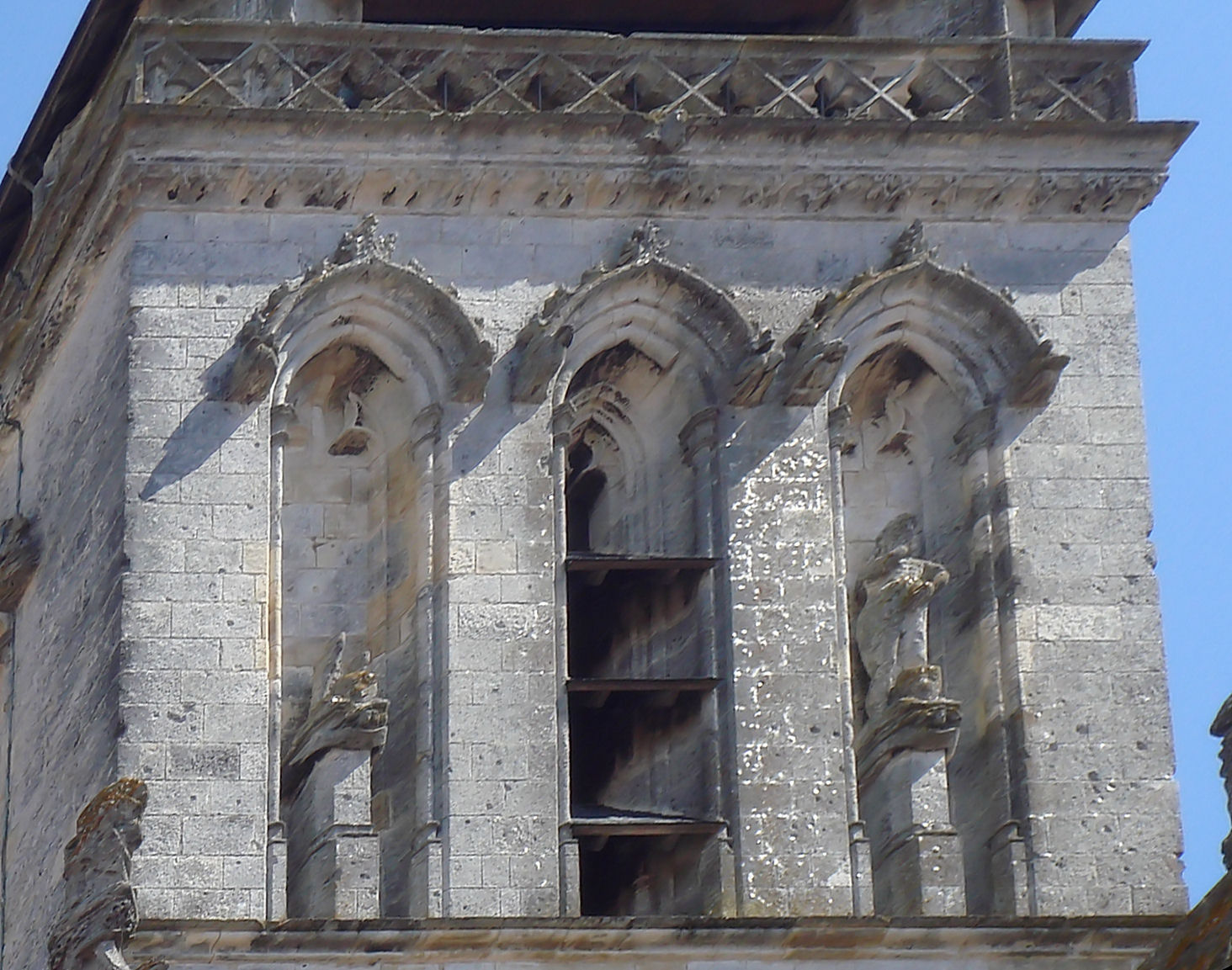
Détail du clocher Saint-Barthélemy.